# Historia de Rusia

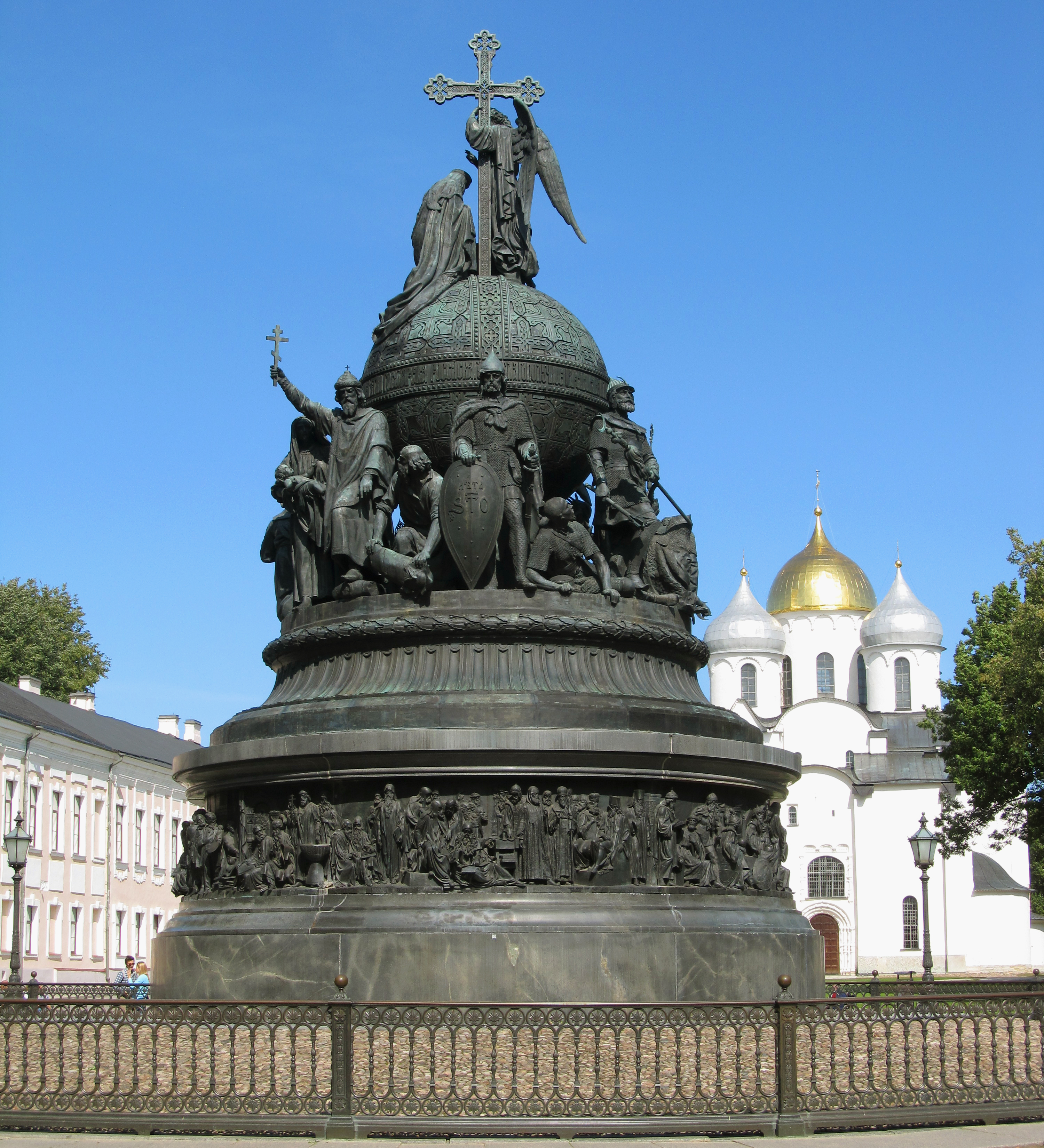
El monumento Milenario de Rusia en la ciudad de Nóvgorod, obra de Mijaíl Mikeshin y Víktor Hartmann (1862).

La historia de Rusia empieza con la llegada de los primeros eslavos orientales, el grupo étnico del que posteriormente derivarían los rusos, ucranianos y bielorrusos.
Con la unificación que realizó en el 867 Oleg de Nóvgorod, del norte (Nóvgorod) y el sur (Kiev), se dio origen al primer estado eslavo oriental, la Rus de Kiev. Ya en el 944 el hijo de Oleg, Ígor de Kiev, intentó una frustrada incursión contra Constantinopla, aunque propició un tratado comercial con el Imperio bizantino. La influencia de dicho imperio se reveló en la cristianización de la Rus de Kiev, comenzando así la fusión entre las culturas eslava y bizantina que caracterizaría la rusa durante los siguientes siete siglos. La Rus de Kiev se desintegraría finalmente en varios principados que competirían entre sí por figurar como herederos de su civilización y por el predominio territorial en la zona y que acabaron bajo dominio mongol.
Tras el siglo XIII, el Principado de Moscú llegó progresivamente a dominar el antiguo espacio cultural. Llegado el siglo XVIII, el Zarato ruso había llegado a convertirse en el vasto Imperio ruso, abarcando desde Polonia hasta el océano Pacífico. La expansión hacia el Oeste avivó la conciencia rusa de atraso con respecto a los países europeos y acabó con el aislamiento de los primeros tiempos. Los sucesivos regímenes del siglo XIX respondieron a dichas presiones con una combinación de reformismo tímido y represión. La servidumbre en Rusia fue abolida en 1861, pero en unos términos desfavorables para el campesinado y sirvió para incrementar las presiones revolucionarias. Entre la abolición de la servidumbre y el comienzo de la Primera Guerra Mundial en 1914, las reformas de Piotr Stolypin, la constitución de 1906 y la Duma Imperial de Rusia introdujeron notables cambios en la economía y la política del país, sin embargo, los zares no estuvieron a la altura de las circunstancias para ceder poder autoritario. El último monarca, el zar Nicolás II, reinó hasta 1917.
La inminente derrota militar en la Primera Guerra Mundial y la escasez de comida allanaron el camino primero a la Revolución de Febrero de 1917, que acabaría con la monarquía de la dinastía Románov, y luego a la Revolución de Octubre, que colocó en el poder a los bolcheviques dirigidos por Vladímir Lenin. Tras llegar al poder, los bolcheviques, en enero de 1918, disolvieron la Asamblea Constituyente Rusa que había sido democráticamente elegida en noviembre de 1917. Este hecho desencadenó una guerra civil que se prolongó hasta 1923.
Entre 1922 y 1991, la historia de Rusia es esencialmente la Historia de la Unión Soviética, un Estado federal que ocupó una extensión territorial similar a la del antiguo Imperio ruso. La Unión Soviética se configuró como un Estado socialista de partido único bajo la dirección del Partido Comunista, aboliéndose la propiedad privada de los medios de producción e instaurándose un sistema de economía planificada. Asimismo, el 20 de agosto de 1918, mediante un decreto del Comité Ejecutivo Central Panruso, fue abolida la propiedad privada de los bienes inmuebles en las ciudades.  A finales de los años 1980, siendo crítica la debilidad de su estructura económica y política, ciertos cambios en la ejecutiva del partido y en la economía marcaron el fin de la Unión Soviética.
La Historia de la Federación de Rusia propiamente dicha es corta, remontándose su nacimiento a la disolución de la Unión Soviética a fines 1991. Sin embargo, Rusia ha existido como Estado durante más de mil años, siendo durante gran parte del siglo XX el núcleo de la URSS, del que Rusia es sucesor legítimo y legal en la escena internacional.
Rusia intentó construir una economía de mercado mediante el abandono de la planificación centralizada y la propiedad estatal y cooperativa que constituían la base de la organización económica soviética, con resultados frecuentemente traumáticos. A pesar de los vaivenes, Rusia todavía conserva hoy una continuidad cultural y social con su pasado zarista y luego socialista. Permanece la incógnita de cómo evolucionarán sus nuevas instituciones federales con el paso del tiempo, pues el poder ejecutivo continúa manteniendo gran influjo sobre el parlamento, los gobiernos regionales y la sociedad civil en general.

## Etimología
El nombre de Rusia en ruso es "Россия" y procede del término "rus" (véase Rus' (pueblo)). Sobre el origen de dicho término hay varias teorías, pero ninguna de ellas es aceptada por todos. Las versiones se dividen en históricas, que se basan en autores contemporáneos, lingüísticas y toponímicas. Así las principales hipótesis son la histórica bizantina, la indo-iraní, la lingüística finesa, la histórico-toponímica prusiana, además de varias toponímicas.

Como ejemplo, en estonio Rootsi están relacionados con Roslagen, una región costera de Suecia (Ruotsi en Finés) mientras que para otros deriva del nombre que los eslavos daban a los vikingos, o incluso de términos alanos. El significado de Rus sigue siendo materia de discusión, y otros expertos creen que el nombre tiene raíces eslavas o persas. 

## La Rusia Antigua

### Primeros eslavos orientales

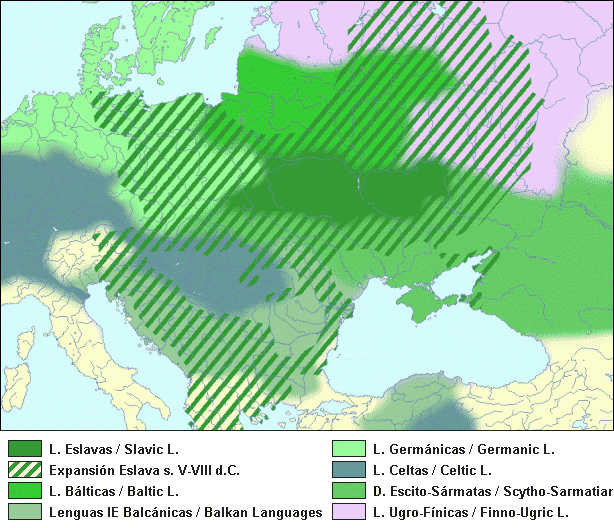
Expansión de las lenguas eslavas.

Los antepasados de los rusos fueron las tribus eslavas, cuyo origen inicial se ubica, piensan algunos expertos, en las áreas boscosas de las marismas del Prípet (entre Polonia, Bielorrusia y Ucrania). Estos se extendieron hacia el Este, mezclándose con algunas tribus de origen fino-ugro; y hacia el sur, entre el río Don y los Cárpatos, en lo que hoy es Ucrania, región que tras la época de Atila vio el movimiento de varios pueblos, y en cuya costa sur Crimea mantenía un amplio contacto con la cultura griega.
Tras la caída del Imperio romano se vieron influenciados por el cristianismo griego cuando Cirilo y Metodio, misioneros procedentes de Bizancio, evangelizaron a los eslavos y, para traducir los evangelios, crearon el idioma antiguo eslavo eclesiástico y una nueva escritura, el alfabeto cirílico, en honor a Cirilo. Este idioma fue usado para la cristianización de la Rus de Kiev  entre los siglos IX y XII. Este alfabeto aún se usa para escribir en algunas lenguas eslavas, incluida la rusa. Conforme la suerte del Imperio bizantino entraba en declive, su cultura supuso una continua influencia sobre el desarrollo de Rusia en sus primeros siglos de existencia.
A partir del siglo X, la región vio también la aparición de diversas tribus de origen asiático desde las estepas, así como la creación de una cultura eslava en la zona más cercana a Europa.

### En Oriente: Jazaria y Bulgaria del Volga
Los jázaros fueron un pueblo túrquico que habitó las estepas del bajo Volga entre los siglos VIII y IX. Muchas tribus eslavas orientales pagaron tributo a los jázaros. Su dominio empezó a decaer, sin embargo, a finales de este período, cuando Oleg, un guerrero varego, se trasladaría al Sur desde Nóvgorod para expulsar a los jázaros de Kiev y fundaría la Rus de Kiev alrededor del año 880. Invasores de procedencia eslava y túrquica precipitaron la caída final del gobierno jázaro sobre el siglo X.
La Bulgaria del Volga fue un estado no eslavo en la vega media del río Volga. Después de la invasión mongola llegó a ser parte de la Horda de Oro. Los chuvashes y los tártaros de Kazán son los descendientes de los volgo-búlgaros. Alrededor del siglo X, Bulgaria del Volga abrazó el Islam, lo que los llevó a la independencia de Jazaria. En el siglo XVI, Rusia conquistó sus tierras bajo el reinado del zar Iván IV ('el Terrible').

## La Rus de Kiev

### En Occidente: los vikingos y la Rus de Kiev

Tribus en la época de llegada de los varegos, anterior a la colonización eslava.

Los vikingos, llamados "varegos" por los bizantinos, eran un pueblo dedicado os mares Negro y Caspio. Los eslavos de las inmediaciones de los ríos a menudo los contrataban como protectores. De acuerdo con la Crónica de Néstor, un varego llamado Riúrik llegó a ser el príncipe de Nóvgorod alrededor de 860 antes de que sus sucesores se trasladaran al Sur y extendieran su autoridad a Kiev. A finales del siglo IX, el gobernador varego de Kiev ya había establecido su supremacía sobre una vasta zona que gradualmente vino a ser conocida como Rus (a diferencia del nombre de la actual Rusia, Rossíya en ruso, establecido por el emperador Pedro el Grande al proclamar el Imperio ruso, Rossíyskaya Impériya en ruso).
La Rus de Kiev, el primer estado eslavo oriental, emergió en el siglo IX en las inmediaciones del valle del río Dniéper, a partir de un grupo de pequeños principados interesados en mantener el comercio fluvial de la zona. La Rus de Kiev controlaba el comercio de pieles, cera y esclavos entre Escandinavia y el Imperio Bizantino a través de la ruta denominada de los varegos a los griegos. A finales del siglo X, la minoría escandinava ya se había mezclado con la población eslava.
La cristianización de la Rus de Kiev se produjo en 988 en el acto oficial de bautismo público de los habitantes de Kiev por el príncipe Vladímir I. Entre las principales aportaciones de la Rus de Kiev está la introducción de la variante eslava del culto ortodoxo, profundizando aún más la síntesis de culturas bizantina y eslava que definiría a la rusa durante los siguientes mil años. Para traducir la Biblia y otros textos del griego los santos Cirilo y Metodio crearon el antiguo eslavo eclesiástico que, con el tiempo, evolucionó para convertirse en el eslavo eclesiástico, todavía en uso en la liturgia de los cristianos ortodoxos de Rusia.
Durante el siglo XI, particularmente durante el reinado de Yaroslav I el Sabio, la Rus de Kiev presentaba una pujante economía y unos notables logros en arquitectura y literatura. Comparado con los lenguajes de la cristiandad europea, el idioma ruso estuvo muy poco influido por el griego y el latín de las antiguas escrituras cristianas. Esto se debió al hecho de que se usara el eslavo eclesiástico para la liturgia en su lugar.
Entre los siglos XI y XII, se fue introduciendo el primer código de leyes, la Justicia de la Rus (Rúskaya Pravda). En adelante, los príncipes de Kiev seguirían el ejemplo bizantino y mantendrían la Iglesia directamente dependiente de ellos, incluso en ingresos, de manera que la Iglesia y el Estado estuvieran permanentemente unidos.

Principados de la Rus de Kiev 1054-1132 (no está indicada Moscú ya que fue fundada en 1147).

La tribu túrquica de los kipchakos substituyó los pechenegos como fuerza dominante en las regiones del sur de la estepa vecinas a Rus en el final del siglo XI y fundó un estado nómada en las estepas a lo largo del mar Negro (Desht-e-Kipchak). El rechazo de sus ataques regulares, especialmente contra Kiev, era una carga pesada para las áreas meridionales de Rus. Las incursiones nómadas causaron una afluencia masiva de la población eslava a regiones más seguras, fuertemente boscosas del norte, particularmente al área conocida como Zalesie.
La Rus de Kiev acabó desintegrándose como estado a causa las disputas armadas entre los miembros de la familia principesca, que colectivamente detentaban el poder, siendo la cabeza de ellos, el mayor y rotándose en los puestos secundarios según la edad. El Gran príncipe de Kiev Vladímir II Monómaco es considerado el último gobernante de la Rus de Kiev unificada. Tras la desintegración de la Rus de Kiev, tanto Vladímir, ciudad que él fundó, como Súzdal (que posteriormente formarían el Principado de Vladímir-Súzdal) y la República de Nóvgorod al norte y el Principado de Hálych-Volynia al Suroeste ganarían poder e independencia.
La invasión mongola de la Rus de Kiev llevada a cabo por el Imperio mongol mediante una política expansionista de Genghis Khan, en el siglo XIII fue el momento final, quedando el sur bajo dominio mongol y el norte sometido a vasallaje. La división entre los príncipes locales hizo fácil y corta la conquista. Kiev sería arrasada, la zona occidental será absorbida por la Mancomunidad Polaco-Lituana y el norte caería bajo la influencia sueca. La región de Súzdal, dominada por los mongoles, y la independiente República de Nóvgorod, estrechamente unida a las redes comerciales alemanas y suecas, establecerían las bases para la Rusia moderna.

### La invasión mongola de la Rus de Kiev

Principados de la Rus de Kiev en 1237.

Los mongoles aceleraron la fragmentación de la Rus de Kiev. En 1223, se enfrentó a un destacamento del ejército del Imperio mongol en el río Kalka, saliendo claramente derrotados. En 1237-1239, los mongoles devastan los principados de Kiev, Riazán, Vladímir (Principado de Vladímir-Súzdal), Pereyáslavl, Chernígov, Yúriev-Polski, Rostov, Yaroslavl, Úglich, Kozelsk, Múrom. En 1240, los mongoles saquearon la ciudad de Kiev y se trasladaron al oeste, sobre Polonia y Hungría. Para entonces ya habían conquistado la mayor parte de los principados de la Rus de Kiev. De los que formaban parte de la Rus de Kiev solo Nóvgorod escapó de la ocupación.
El impacto de la invasión mongola de los territorios de la Rus de Kiev no tuvo precedentes, siendo asesinada la mitad de la población. Centros urbanos como Kiev jamás se recuperaron de la devastación del ataque inicial. Los inmigrantes que abandonaron la Rus meridional escapando de los mongoles se trasladaron principalmente al Noreste, donde el clima era más frío, el suelo era más pobre y las comunicaciones anteriores comerciales con Europa fueron complicadas. Esta región constituiría el núcleo del estado ruso moderno en el período medieval tardío. Sin embargo, Nóvgorod continuó prosperando y una nueva entidad Moscovia, que pronto se convertiría en el Principado de Moscú, aunque fue devastada dos veces por los mongoles, comenzó a acrecentarse rápidamente después de 1327.
Cuando el Imperio mongol se desintegró, varios principados de la fragmentada Rus de Kiev pasaron a depender de la Horda de Oro.

### La Horda Dorada

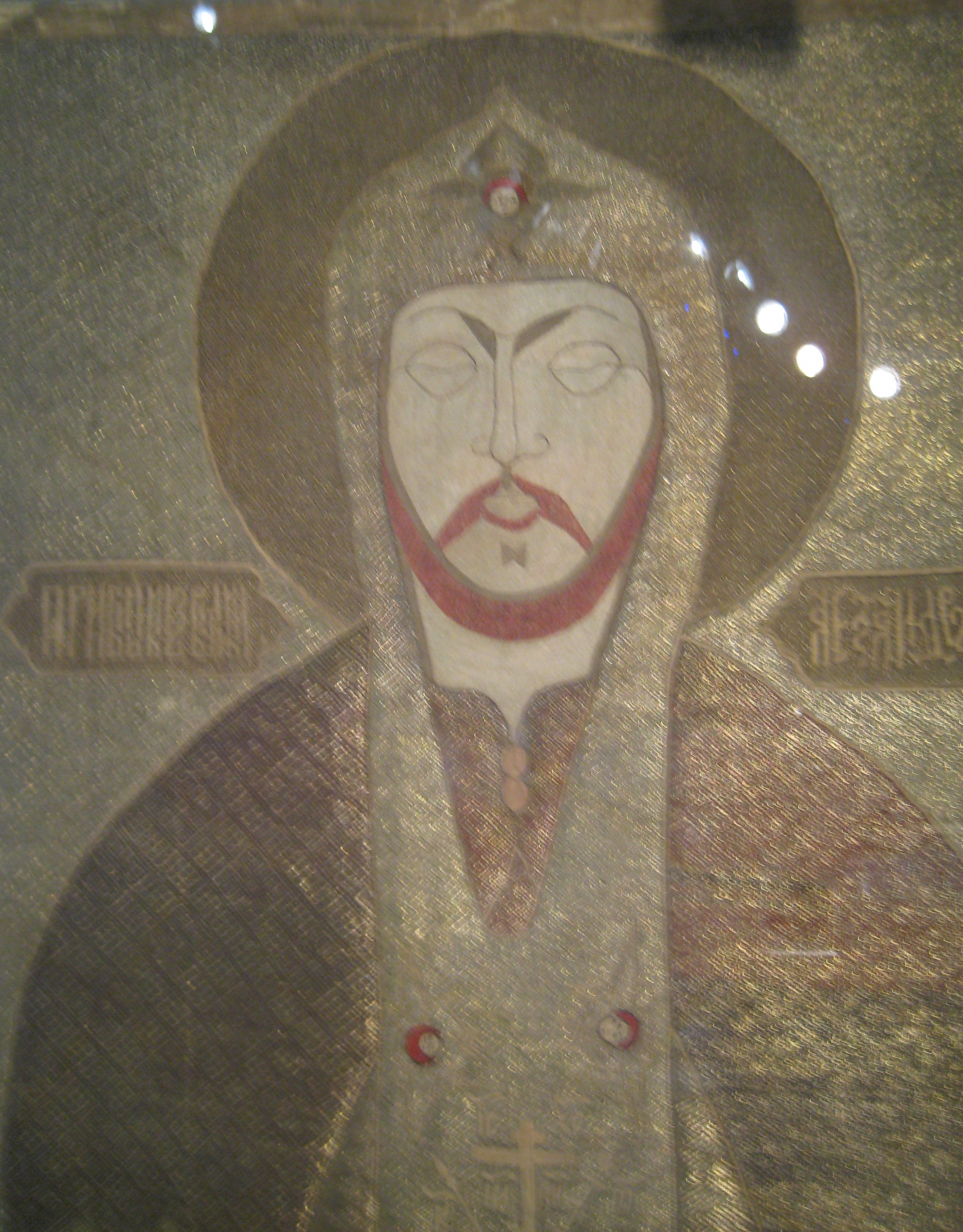
Alejandro Nevski

Los mongoles dominaron Rusia desde su capital occidental de Sarái, en la ribera del Volga, cerca de la actual ciudad de Volgogrado. Los príncipes de la Rusia meridional y oriental tuvieron que pagar tributo a los mongoles, o tártaros, o la Horda Dorada. A cambio recibían un documento, el yarlyk (jarlig), que los certificaba como gobernantes en representación del Kan. Por lo general, los príncipes gozaban de una considerable libertad para gobernar a su antojo. Uno de ellos, Alejandro Nevski, príncipe de Vladímir, alcanzó entidad legendaria en la mitad del siglo XIII como resultado de sus victorias sobre los caballeros teutones, los suecos y los lituanos. Para la Iglesia ortodoxa y casi todos los príncipes, los occidentales significaban un mayor peligro para su estilo de vida que los mongoles. Nevski obtuvo protección y asistencia mongola en su lucha contra los invasores del Oeste que intentaron aprovecharse de un supuesto colapso ruso para ganar tierras. Asimismo, gracias al apoyo mongol logró afianzarse en el dominio de la entonces secundaria ciudad de Moscú, que los mongoles entregarían a su descendencia. Pese a todo, los sucesores de Nevski desafiarían más tarde el poder tártaro.
Los mongoles no solo exigían pesados tributos de los principados rusos, sino que a menudo los invadían, saqueándolos y haciendo esclavos. Por ejemplo, las invasiones de 1252 y 1293 significaron prácticamente la ruina, al igual que la invasión de Batu Kan en los años 1237-1241.
Los mongoles dejaron su huella entre los rusos en ciertos campos como las tácticas militares y el desarrollo de rutas comerciales. Bajo la ocupación mongola, Moscovia también desarrolló un sistema postal por carretera, el censo, recaudación de impuestos y una organización militar. La influencia oriental permaneció viva hasta bien entrado el siglo XVIII, cuando los mandatarios rusos llevaron a cabo un esfuerzo para occidentalizar su país.

## El Principado de Moscú

### El auge de Moscú

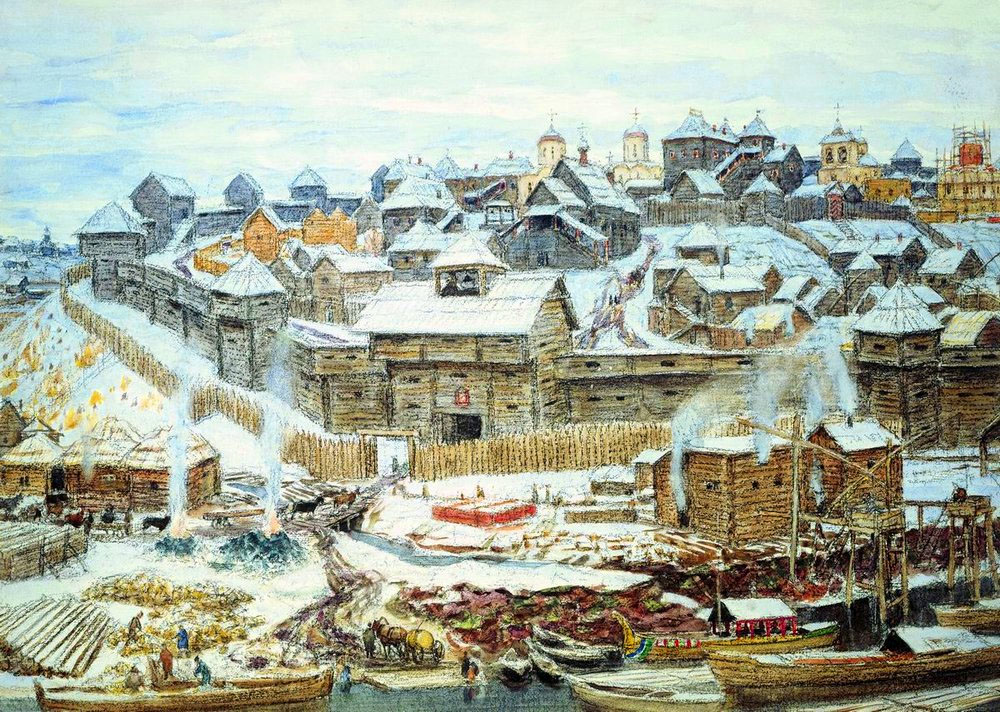
Kremlin de Moscú bajo Ivan Kalitá

La fecha exacta de la fundación de Moscú es desconocida. La primera mención escrita de la ciudad está en el Códice de Hipacio de 1147. El 4 de abril de 1147, Yuri Dolgoruki invitó al príncipe Sviatoslav Ólgovich del Principado de Nóvgorod-Síverski a una reunión militar en Moscú:
"Vengan a mí, hermano, a Moscú!". 
Después de nueve años allí, su principado en la frontera, en la confluencia del río Moscova (en ruso, Moskvá) y el río Neglínnaya, Yuri Dolgoruki decidió construir un castillo -fortaleza y cronista escribió
En 1156, a orillas del río Moscova en una colina se levantó la primera fortaleza de madera, el Kremlin de Moscú.
Moscú formaba parte del Principado de Vladímir-Súzdal. 
Entrada Moscú sustituyó a la aldea Kuchkova, noble - tabernáculos comerciante Stepán Ivánovich estaba a la mano. Gente de Chudski y de Mordvynski de pueblo Kuchkovo para comodidad, llamaron Moscú. Ya porque era de pie en el río Moscova. "Moscú [ ... ] fundada en la sangre y para sorpresa de los enemigos de nuestro reino se hizo famoso. Ella era conocida desde hace mucho tiempo como Kuchkova. " - escribió Nikolái Karamzín.
Según otros, la primera vez que la ciudad fue mencionada entre el tercer censo de las tierras que pertenecían a la Horda de Oro, que tuvo lugar en 1272. A finales del siglo XIII, Moscú era insignificante de liquidación, propiedad de los príncipes más jóvenes de la dinastía de Súzdal. Por 1303 el principado era extremadamente pequeña.
Daniil Aleksándrovich, el hijo menor de Nevski, fundó el Principado de Moscovia, centrado en la ciudad de Moscú, que llegaría a expulsar a los tártaros de Rusia. Bien situado en el entramado fluvial del Este de Europa y rodeado de bosques y marismas que le ofrecían protección frente al enemigo, Moscovia fue en un principio vasallo del Principado de Vladímir, pero pronto absorbió a su estado matriz original. Un factor determinante de la superioridad de Moscovia fue la cooperación entre sus mandatarios y los señores mongoles, que les garantizaron que el título de Gran Príncipe de Moscú y el control de la recaudación de impuestos del tributo mongol fueran hereditarios para los descendientes de Nevski. El prestigio del principado aumentó sobremanera cuando llegó a ser el centro de la Iglesia ortodoxa rusa. Su líder, el obispo metropolitano, se trasladó de Kiev a Vladímir en 1299, y en 1325 se estableció la base permanente de la Iglesia ortodoxa rusa en Moscú, durante el reinado de Iván I (Kalitá).
A mediados del siglo XIV, el poder de los mongoles entró en declive, y los grandes príncipes de Moscovia se sintieron capaces de oponerse abiertamente al yugo mongol. En 1380, en Kulikovo, cerca del río Don, el kan fue derrotado y, aunque esta reñida victoria no marcó el fin del poderío tártaro en Rusia, infirió enorme fama al Gran Príncipe. El liderazgo de Moscú estaba firmemente consolidado y su territorio considerablemente expandido gracias al comercio, la guerra y los matrimonios.

### Iván III, el Grande

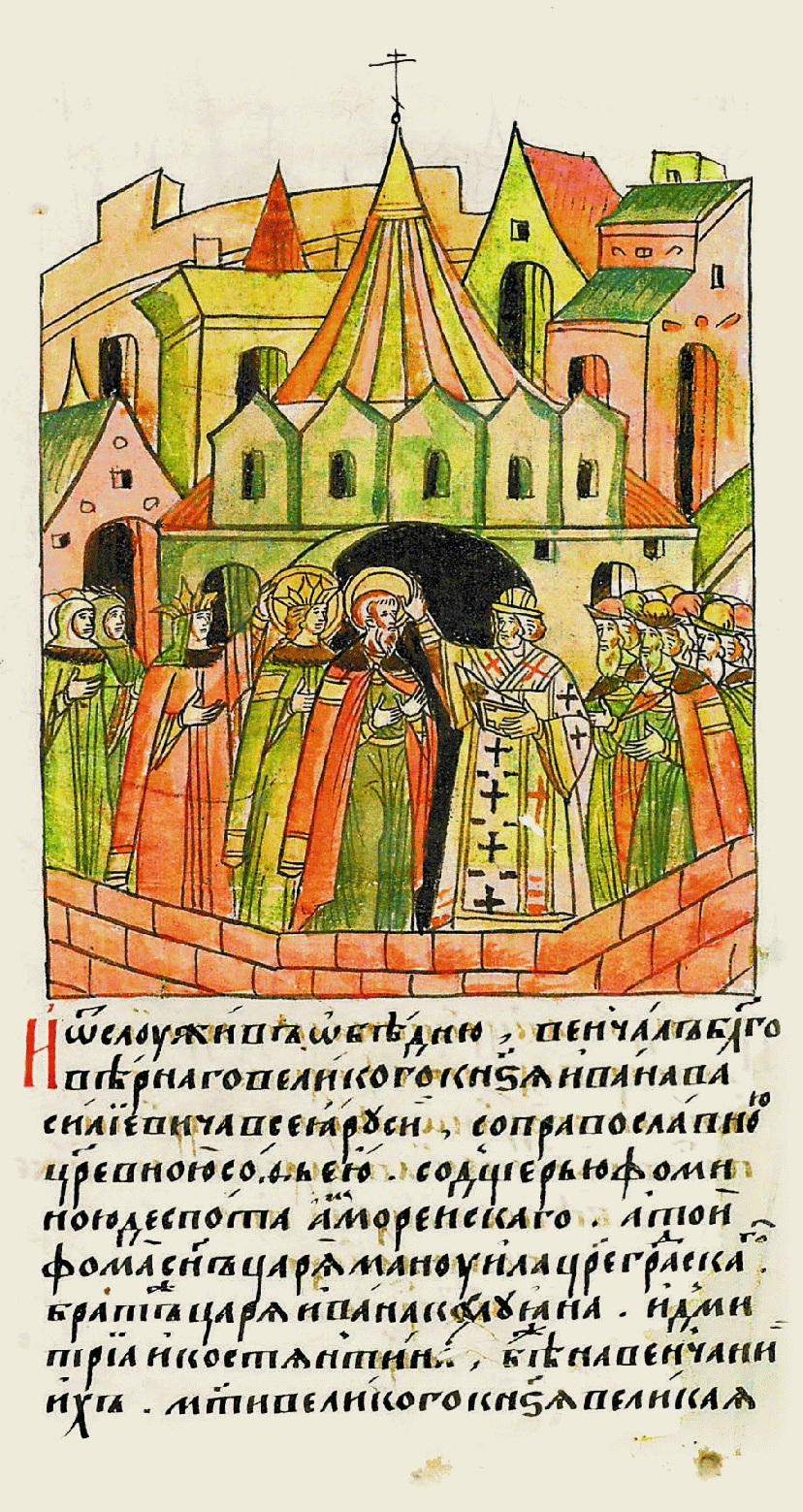
Boda de Iván III y Sofía Paleólogo

Durante el siglo XIV, los grandes príncipes de Moscovia empezaron a conquistar tierras limítrofes para incrementar la población y la riqueza bajo su poder. Quien mejor puso en práctica esta estrategia fue Iván III el Grande (1462-1505], quien estableció los cimientos para un nuevo estado ruso. Contemporáneo de los Tudor y otros "nuevos monarcas" en la Europa Occidental, Iván duplicó las tierras bajo su mandato y proclamó su soberanía absoluta sobre todos los príncipes y nobles rusos. Tras negarse a pagar más tributos a los mongoles, Iván emprendió una serie de ataques que abrieron el camino a la completa derrota de la Horda de Oro, ahora dividida en diversos kanatos. También derrotó a la República de Pskov y la República de Nóvgorod hasta entonces independientes.
Durante el reinado de Iván III, que había contraído matrimonio con Sofía Paleóloga, comenzó a gestarse la idea de la Tercera Roma. Sofía era sobrina de Constantino XI, el último Emperador bizantino e Iván podía reclamar ser el heredero del derrumbado Imperio Romano de Oriente (Imperio bizantino). Iván compitió con su poderoso rival noroccidental Lituania por el control de algunos de los principados semiindependientes que formaron la Rus de Kiev en el Dniéper superior y las llanuras del río Donéts. El abandono de algunos príncipes, las escaramuzas fronterizas y una larga e interminable guerra con Lituania que acabaría en 1503 permitieron a Iván III extender al oeste sus dominios, que se triplicaron durante todo su reinado.
La consolidación interna se complementó con la expansión del estado. Durante el siglo XV, los gobernantes de Moscú consideraron todo el territorio ruso como su propiedad. Algunos principados semiindependientes todavía reivindicaban ciertos territorios, pero Iván III forzó a los menos poderosos a aceptar al gran príncipe de Moscovia y sus descendientes como líderes indiscutidos con competencias sobre asuntos militares, judiciales y diplomáticos. Gradualmente, el mandatario moscovita emergió como un líder poderoso y autocrático, asumiendo el título de «Soberano de toda Rusia» (en ruso: Государь всея Руси, Gosudar vseyá Rusí).
Durante el reinado de su hijo, Basilio III, Rusia sufría de las incursiones regulares de los tártaros del Kanato de Crimea y los tártaros del Kanato de Kazán. Las invasiones más peligrosas ocurrieron en 1517, 1521, 1537, 1538. La amenaza de las incursiones tártaras no permitía al Principado de Moscú conquistar las regiones al sur con su suelo fértil. Las decenas de miles de milicianos y los nobles protegieron los límites del sur que eran una carga pesada para el estado y disminuían también su desarrollo económico y social. Durante la disputa con Pskov en 1510, el monje Filoféi escribió una carta a Basilio III, hijo de Iván III, en la que profetizaba que este reino se convertiría en la Tercera Roma, cristalizando así el sentimiento ruso de herencia con respecto a los bizantinos.

## Zarato ruso

### Iván IV, el Terrible

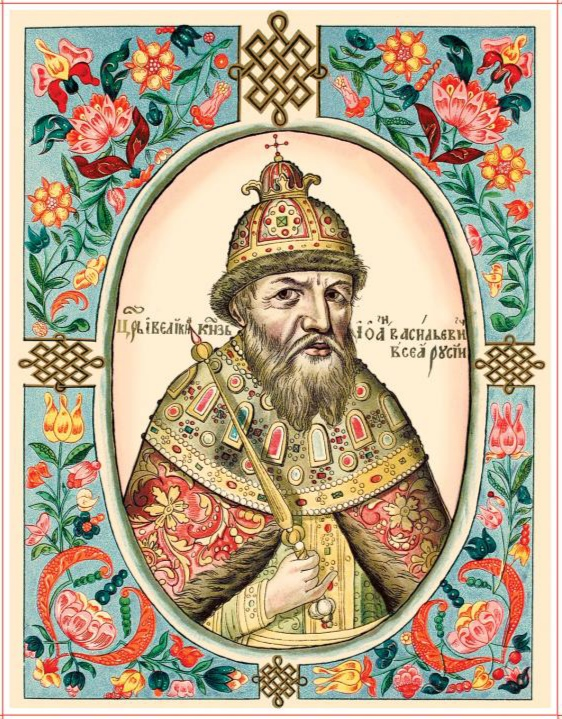
Retrato de Iván el Terrible

Iván IV fue el primer gobernante moscovita que empleó el título de zar estableciendo el Zarato ruso.
El progreso del poder autocrático del zar alcanzó su punto máximo durante el reinado (1547-1584) de Iván IV. Iván fortaleció la posición del zar hasta un punto sin precedentes, subordinando a su voluntad a la nobleza sin ningún reparo, exiliando o ejecutando a muchos de sus miembros ante la menor provocación. Pese a todo, Iván fue un estadista con una visión a largo plazo que promulgó un nuevo código de leyes, reformó la ética del clero y construyó la gran Catedral de San Basilio, que todavía se encuentra en la Plaza Roja de Moscú. Introdujo la autoadministración sobre el noreste de Rusia, donde había pocos grandes propietarios de tierras.
El zar Iván IV conquistó el Kanato de Kazán en 1552 incendiando su capital, sin embargo los tártaros del Kanato de Crimea continuaban devastando las tierras rusas. En 1571, los tártaros de Crimea incendiaron la capital rusa y redujeron a la esclavitud a ciento cincuenta mil rusos. En otro frente, Iván IV luchaba por la salida de Rusia al mar Báltico y el acceso al comercio marítimo. Esto fue la causa de una guerra extenuante, y al final infructuosa de Rusia contra Letonia, Polonia, Lituania, Suecia y territorios alemanes.

### El Período Tumultuoso
A la muerte de Iván dio comienzo un período de guerras civiles conocido como el Período Tumultuoso. La disputa en la sucesión y el resurgir de la nobleza fueron los principales detonantes del conflicto.
Cuatro años (1600-1604) de mala cosecha causada por las bajas temperaturas en los meses veraniegos provocaron el hambre y la desorganización económica.
La autocracia sobrevivió a estos años sombríos y el gobierno de zares corruptos o débiles gracias al vigor de la burocracia del gobierno central. Los funcionarios gubernamentales continuaron prestando servicio, sin entrar en polémicas sobre la legitimidad del soberano o la facción que controlara el trono.
Las disputas sucesorias durante el Periodo Tumultuoso causaron pérdidas de numerosos territorios en favor de la Comunidad Polaco-Lituana y Suecia en guerras como las Dimitríadas, la Guerra de Ingria y la de Smolensk. Muchas ciudades rusas fueron devastadas por los intervencionistas polacos y suecos. La recuperación llegaría a mediados del siglo XVII, cuando diversas guerras emprendidas contra la Comunidad Polaco-Lituana (1654-1667) proporcionaron sustanciales beneficios territoriales, incluyendo Smolensk, Kiev y la parte oriental de Ucrania.

### Los Románov
Se logró restaurar el orden en 1613 cuando Miguel Románov, relacionado por matrimonio con la Dinastía de Rúrik, fue elegido por la Asamblea Nacional (Zemsky Sobor) para ocupar el trono. Así dio inicio el periodo de la Dinastía Románov, que duraría en el poder desde 1613 hasta el triunfo de la Revolución de Febrero de 1917.
El deber inmediato de la nueva dinastía fue el de restaurar el orden. Por suerte para Moscú, sus mayores enemigos, la Comunidad Polaco-Lituana y Suecia, habían entrado en conflicto entre sí, lo que brindó a Moscovia la oportunidad de hacer la paz con Suecia en 1617 y firmar una tregua con los Polaco-Lituanos en 1619.

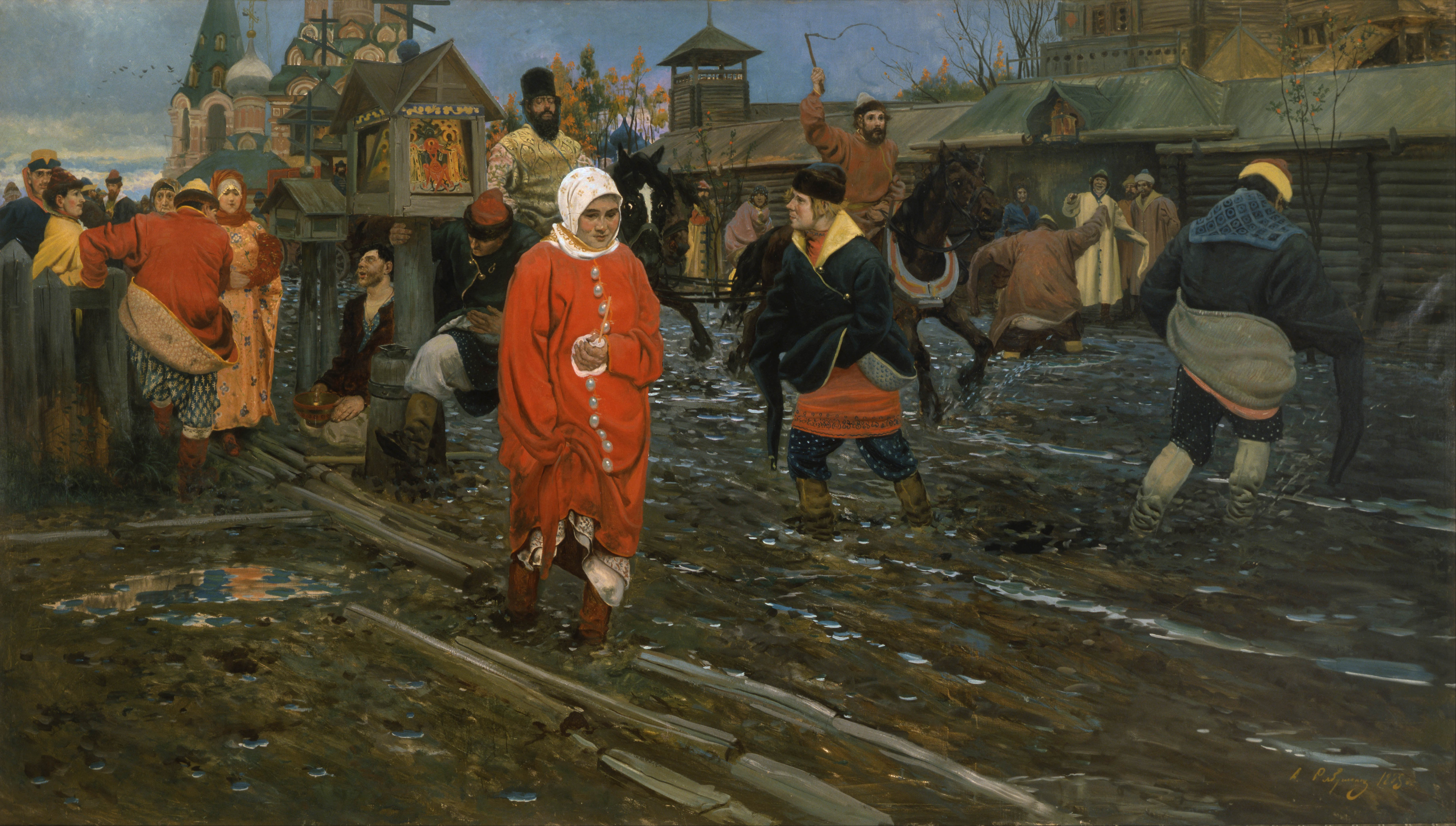
Cuadro del siglo XIX de Andréi Riábushkin en el que se muestra una calle del Moscú del siglo en fiestas.

Más que arriesgar sus posiciones en más guerras civiles, los grandes nobles o boyardos cooperaron con los primeros Románov, permitiéndoles finalizar las tareas de centralización burocrática. Así pues, el Estado requirió los servicios tanto de la vieja como de la nueva nobleza, principalmente en el plano militar. A cambio los zares permitieron a los boyardos completar el proceso de feudalización del campesinado.
Durante el siglo anterior, el estado había limitado progresivamente el derecho de los campesinos a trasladarse de los dominios de un señor a otro. Con el Estado ahora legitimando totalmente la servidumbre, los campesinos que huían se convirtieron automáticamente en proscritos. Los terratenientes poseían el control absoluto sobre sus campesinos y podían comprarlos, venderlos, comerciar con ellos como mercancía o hipotecarlos. Tanto el Estado como los nobles les hicieron soportar la pesadísima carga de los impuestos, cuya tasa era cien veces mayor a mediados el siglo XVII que un siglo antes. Además, los comerciantes y artesanos de clase media que habitaban las ciudades fueron gravados con más impuestos y, como a los siervos, se les prohibió cambiar de residencia. Finalmente, todos los sectores de la población fueron sujeto de levas militares e impuestos especiales.

### Rebeliones del campesinado
En un período en el que los disturbios del campesinado eran endémicos, el de mayor entidad del siglo XVII comenzó en 1667. Cuando los cosacos reaccionaron contra la creciente centralización del Estado, los siervos se sumaron a la revuelta y escaparon de sus tierras uniéndose a aquellos. El cosaco rebelde Stenka Razin condujo a sus seguidores ascendiendo el Volga, incitando revueltas campesinas y sustituyendo los gobiernos locales por un mando cosaco. Finalmente, el ejército del zar los aplastó con su ejército en 1670; un año después, Razin fue capturado y decapitado. El levantamiento y la consecuente represión con que finalizó la última de las crisis de mediados de siglo conllevaron la muerte de un porcentaje significativo de la población campesina de las áreas afectadas.

## La Rusia Imperial

### Pedro el Grande

La expansión de Rusia entre 1300 y 1945.

Pedro I, el Grande (1672-1725), consolidó la autocracia en Rusia y desempeñó un papel crucial en la adaptación del país al sistema europeo de estados. Desde sus modestos orígenes en el siglo XIV como Principado de Moscú y luego Zarato ruso, Rusia se había convertido en la nación más grande del mundo en tiempos de Pedro. Tres veces el tamaño de Europa, abarcaba las llanuras eurasiáticas desde el Mar Báltico al Océano Pacífico. Buena parte de su expansión se había producido en el siglo XVII, culminando con el primer asentamiento en el Pacífico a mediados de siglo, la reconquista de Kiev y la pacificación de las tribus siberianas. Sin embargo, esta vasta extensión de tierra solo albergaba a catorce millones de habitantes. La producción de grano no alcanzaba las cifras de Occidente, obligando a casi toda la población a vivir de la agricultura. Solo una minúscula proporción del total habitaba las ciudades.
Pedro estaba fuertemente impresionado por los avances tecnológicos, bélicos y políticos de Occidente. Estudió sus tácticas militares y fortificaciones para más tarde crear un ejército de 300.000 efectivos solo movilizados para él y a los que reclutó de por vida. En el intervalo 1697-1698, se convirtió en el primer zar ruso en visitar Occidente, donde su séquito y él causaron una profunda impresión. En una ceremonia especial, Pedro asumió el título de emperador, y el Zarato ruso pasó a llamarse oficialmente Imperio ruso en 1721.
Los primeros esfuerzos militares de Pedro fueron dirigidos contra el Imperio otomano. Tras ello, su atención se centró en el Norte. Pedro todavía carecía de un puerto seguro en dicha zona, excepto en Arjánguelsk, en el Mar Blanco, cuyas aguas permanecían heladas nueve meses al año. El acceso al Báltico se encontraba bloqueado por Suecia, cuyo territorio lo encerraba por tres puntos. Las ambiciones de Pedro por tener una "ventana al mar" lo llevaron a firmar una alianza secreta contra Suecia con la Comunidad Polaco-Lituana y Dinamarca en 1699, derivando en la Gran Guerra del Norte. La guerra finalizó en 1721 cuando una Suecia exhausta pidió la paz a Rusia. Pedro adquirió cuatro provincias situadas al Sur y al Este del Golfo de Finlandia asegurando así su codiciado acceso al mar. Allí construyó la nueva capital de Rusia, San Petersburgo, como una "ventana abierta sobre Europa" para sustituir a Moscú, durante tanto tiempo centro cultural del país.
Las tensiones generadas por las expediciones militares de Pedro provocaron otra revuelta. En nombre del rebelde ejecutado Stenka Razin, otro caudillo cosaco, el atamán Kondraty Bulavin, se levantó en armas siendo derrotado finalmente.
Pedro reorganizó su gobierno siguiendo los modelos occidentales, transformando Rusia en un estado absolutista. En 1711, reemplazó a la vieja Duma boyarda (un consejo de nobles) por el Senado Gobernante de nueve miembros, en la práctica un consejo de estado. La Rusia rural fue dividida en nuevas provincias y distritos. Pedro comunicó al senado que su misión era recaudar impuestos. Como consecuencia, la recaudación se triplicó durante su reinado. Como parte de sus reformas de gobierno, la Iglesia ortodoxa rusa se incorporó parcialmente a la estructura administrativa del país, haciéndola en la práctica una herramienta del Estado. Pedro abolió el Patriarcado y lo sustituyó por un cuerpo colectivo, el Santísimo Sínodo Gobernante, dirigido por un funcionario laico. Mientras tanto, fueron eliminándose todos los vestigios del antiguo autogobierno local, y Pedro prosiguió e intensificó los esfuerzos de sus predecesores, exhortando a la nobleza para que prestase servicios a la administración.
Pedro murió en 1725, dejando la sucesión en el aire y un reino exhausto. Durante su mandato se formularon preguntas sobre el atraso del país, su relación con Occidente, la idoneidad de las reformas desde arriba, y otros problemas fundamentales a los que se tuvieron que enfrentar los siguientes estadistas rusos. Así y todo, asentó las bases para el establecimiento de un Estado moderno en Rusia.

### El Imperio se expande

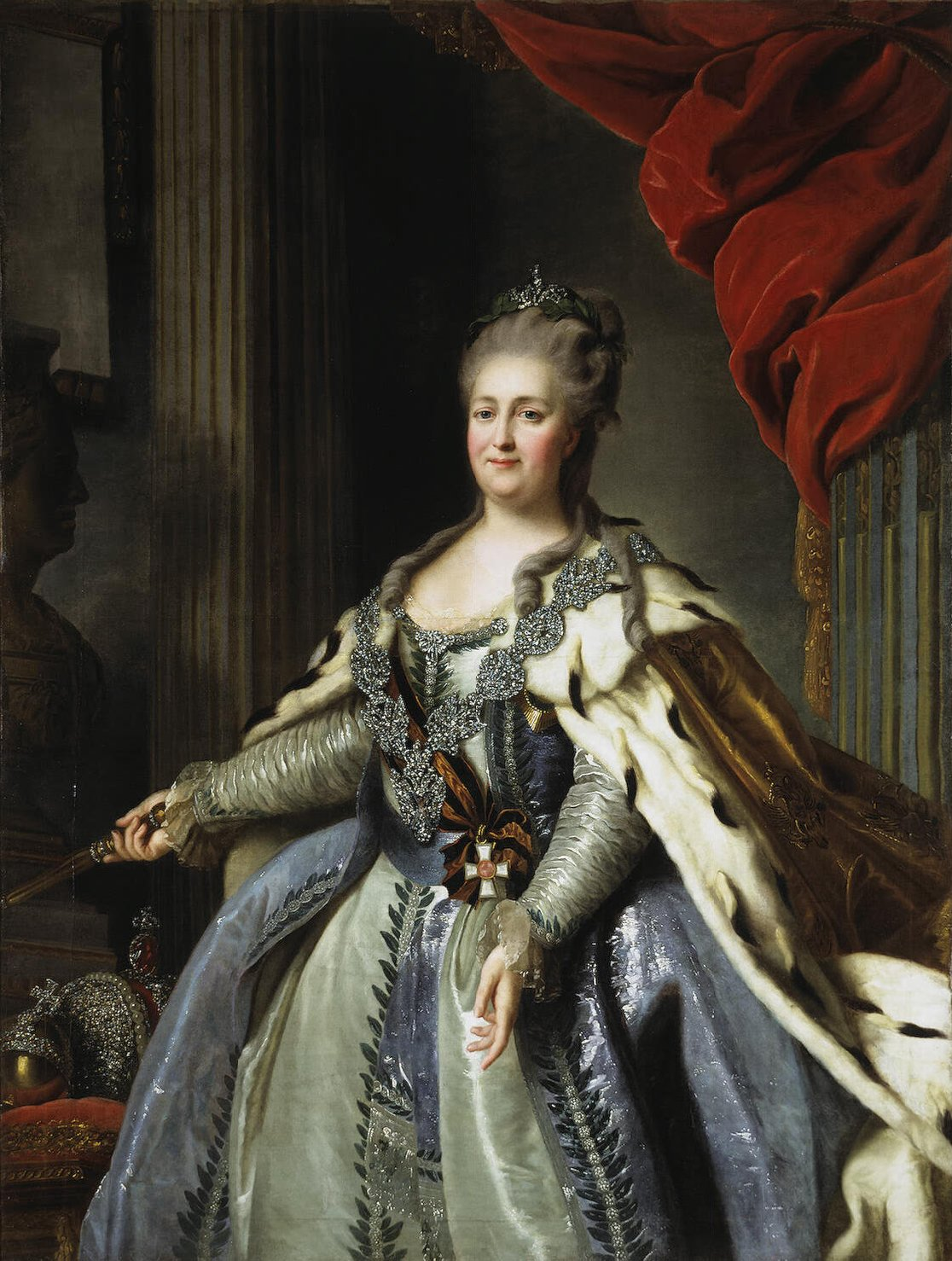
Bajo el reinado de Catalina, Rusia se convirtió en una de las potencias con mayor influencia de Europa.

Habrían de pasar casi cuarenta años antes de que un gobernante ambicioso e implacable se sentase en el trono ruso. Catalina II la Grande fue una princesa alemana que se casó con el heredero del zar, Pedro III. El zar se ganó el rechazo de la nobleza y el clero, por su predilección por la cultura prusiana y sus reformas agrarias que trataron de ir contra los intereses de la nobleza. Gracias a la inactividad e indolencia del zar, Catalina pudo dar un exitoso golpe de Estado y autoproclamarse zarina; Pedro sería asesinado por sicarios de Catalina, aunque su muerte fue atribuida a problemas hemorroidales.
Catalina contribuyó al resurgimiento de la nobleza rusa, emprendido tras la muerte de Pedro el Grande. El servicio al Estado había sido abolido, y la nueva zarina complació a los nobles aún más allá delegándoles el poder en las provincias.
Asimismo, Catalina extendió la influencia política sobre la Comunidad Polaco-Lituana con acciones como el apoyo a la Confederación Targowica, pese a que el coste de sus campañas, en el apogeo de un sistema social que necesitaba del trabajo de los siervos en las tierras de su señorío, provocaran un gran levantamiento campesino en 1773 tras la legalización de la venta de siervos separadamente de la tierra. Inspirados por otro cosaco llamado Yemelián Pugachov, bajo el lema «¡Colguemos a todos los señores!» y haciéndose pasar por el difunto Pedro III, Pugachov y sus rebeldes se convirtieron en una molestia para Catalina, los cuales terminaron siendo aplastados cuando su indisciplina hizo mella. Pugachov fue trasladado a Moscú para recibir una ejecución ejemplar, pese a todo, no sería el único movimiento campesino que se produjo contra el trono.

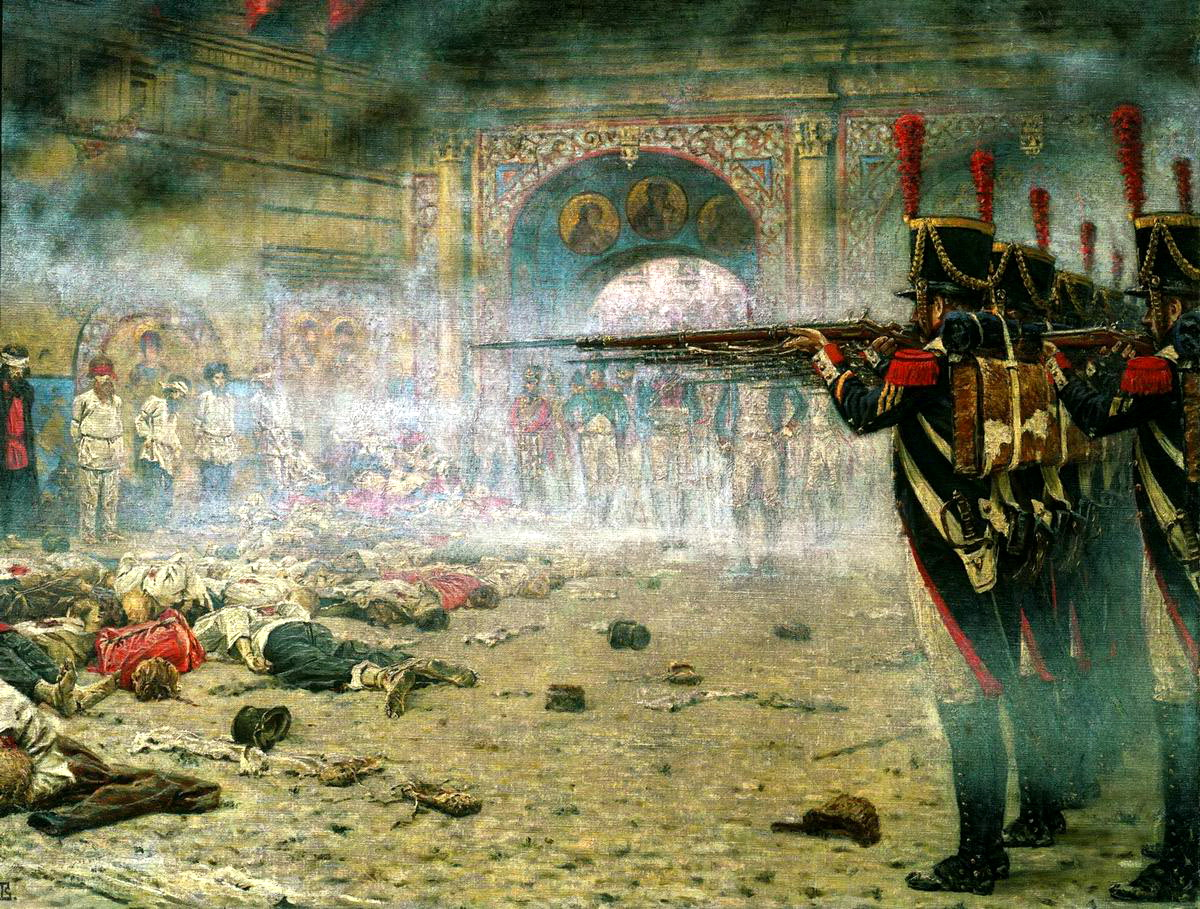
Los fusilamientos de la resistencia rusa a manos de las tropas de Napoleón en Moscú

Mientras se sofocaba el levantamiento rebelde, Catalina emprendió exitosamente la guerra contra un Imperio otomano en decadencia y extendió la frontera meridional al Mar Negro. En 1775, Sich de Zaporiyia fue liquidada y en 1783 el Kanato de Crimea, y se creó Nueva Rusia en las antiguas tierras de los cosacos ucranianos, en las que se formaron nuevas ciudades en los sitios de antiguos asentamientos cosacos: Katalinoslav (1776), Isabelgrad, Jersón (1778), Odesa (1794).
En ese momento, y con la colaboración de Austria y Prusia, se anexionó el este de la Comunidad Polaco-Lituana (poblada por los ucranianos ortodoxos y los bielorrusos, que en la Edad Media formaron parte de la Rus de Kiev) durante las Particiones de Polonia y desplazó consiguientemente la frontera hasta Europa Central. A la muerte de Catalina, en 1796, su política expansionista había convertido a Rusia en una de las grandes potencias europeas. Hubo un conflicto con España en 1799, por cuestiones de la soberanía de la Orden de Malta, aunque no llegó al enfrentamiento armado.
Alejandro I fue el zar que tuvo que hacer frente a las Guerras Napoleónicas, donde Rusia, como potencia autocrática de primer orden, se opuso a Napoleón desde el primer momento. Sin embargo, tras la decisiva derrota rusa en la Batalla de Austerlitz, Rusia firmó la paz con Francia, una paz que no duraría mucho tiempo. Rusia y Francia volvieron a entrar en guerra, y Napoleón protagonizó una desastrosa invasión de Rusia, donde las políticas de tierra quemada empleadas por los rusos diezmaron al ejército francés, que tuvo que efectuar una penosa retirada a través de una helada y devastada Rusia.
Tras la derrota definitiva de Napoleón, se produciría el Congreso de Viena, donde se reconoce la autoridad rusa sobre Polonia, Finlandia y Besarabia.
Aun desempeñando un papel político preponderante durante el siguiente siglo gracias a la derrota infligida a la Francia napoleónica, la no abolición de la servidumbre hipotecó cualquier tipo de progreso económico en Rusia. Mientras la economía europea crecía imparable durante la Revolución industrial, que comenzó en la segunda mitad del siglo XVIII, Rusia quedaba rezagada como jamás lo había estado con respecto a Occidente, generándole este considerable atraso nuevos y graves problemas al imperio.

### Los últimos zares

#### La Revuelta Decembrista
El estatus aventajado de Rusia eclipsó durante bastantes años la ineficiencia de su gobierno, el aislamiento de su pueblo y su atraso económico. Tras la derrota de Napoleón, Alejandro I había estado dispuesto a negociar ciertas reformas constitucionales pero, aunque se realizaron algunas, no se acometió realmente ningún cambio sustancial.
Este zar, liberal de pensamiento pero no de obra, fue reemplazado por su hermano menor, Nicolás I, quien al comienzo de su reinado tuvo que enfrentarse a un pronunciamiento militar. El origen de esta revuelta se remontaba a las Guerras Napoleónicas, cuando gran número de oficiales rusos de buena formación viajó a Europa durante las campañas militares, donde su exposición al liberalismo de la Europa Occidental les inspiró a buscar el cambio en su regreso a la autocracia rusa. El resultado fue la Revuelta Decembrista, obra de un reducido círculo de nobles liberales y oficiales del ejército que querían entronizar al hermano mayor de Nicolás como monarca (de carácter más liberal) y promulgar una constitución. Pero la rebelión fue sofocada fácilmente, alejando definitivamente a Nicolás I del proceso de occidentalización comenzado por Pedro el Grande, impidiendo la adopción de una constitución (la primera constitución rusa es la Constitución rusa de 1906) y abanderando la máxima de "Autocracia, Ortodoxia, Nacionalismo".
Los zares rusos tuvieron que lidiar con levantamientos en los territorios anexionados de la Comunidad Polaco-Lituana: el Levantamiento de Noviembre, en 1830, y el Levantamiento de Enero, en 1863.

#### Cismas ideológicos y reacción

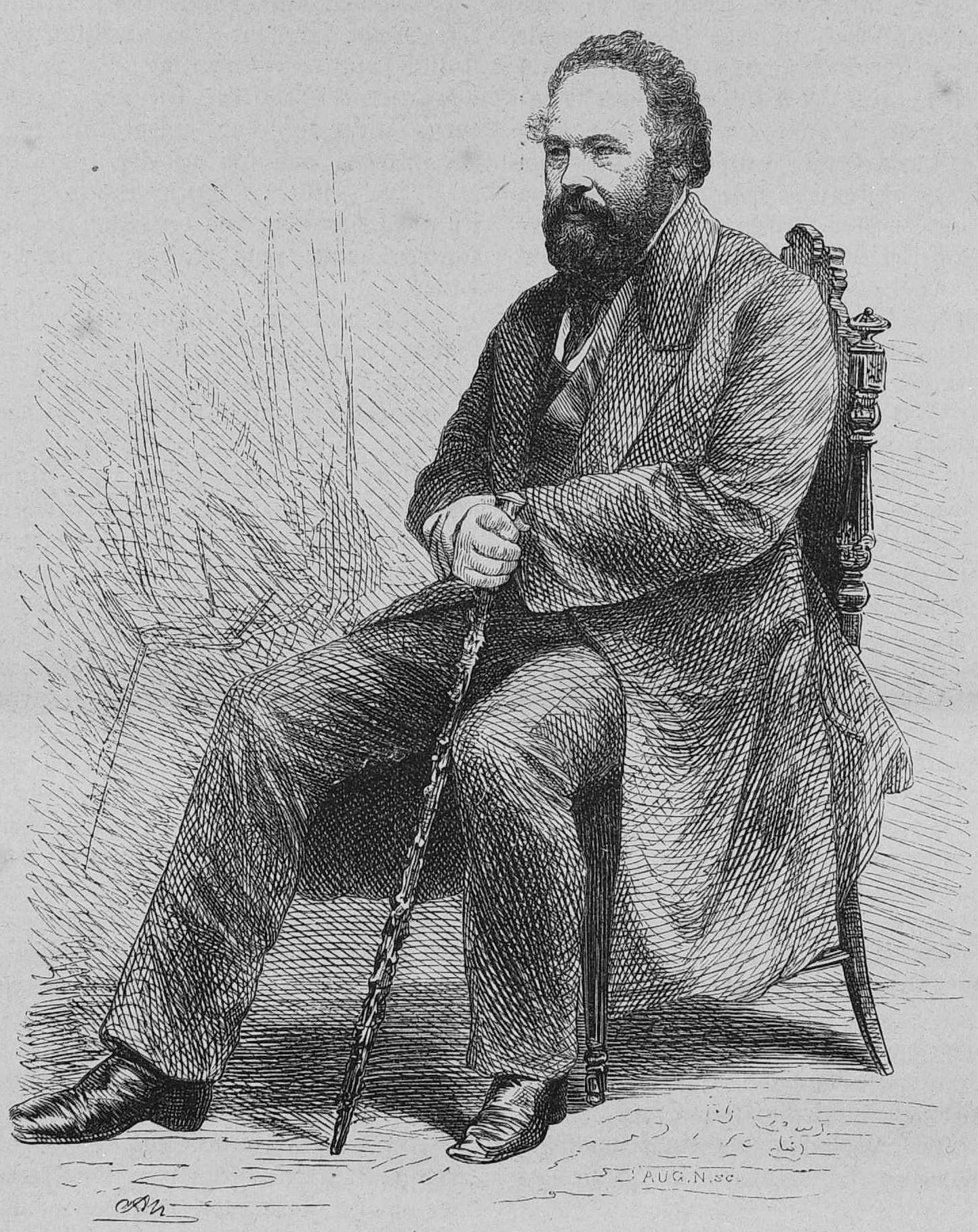
Mijaíl Bakunin.

La dura represión de la revuelta hizo que el "Catorce de diciembre" fuese un día largamente recordado por posteriores movimientos revolucionarios. Para evitar futuras rebeliones, las escuelas y universidades se vieron bajo constante vigilancia y se equiparía a los estudiantes con libros de texto oficiales. Los espías policiales de la Ojrana podían encontrarse en cualquier sitio. Los sospechosos de ser revolucionarios eran mandados a Siberia: bajo Nicolás I cientos de miles fueron enviados a campos de trabajo.
En esta situación emergería Mijaíl Bakunin como padre del anarquismo. Abandonó Rusia en 1842 en dirección a Europa Occidental, donde ejerció el activismo dentro del movimiento socialista. Después de participar en el Levantamiento de Mayo de Dresde en 1849, fue encarcelado y enviado por barco a Siberia, pero lograría escapar poniendo rumbo de vuelta a Europa. Allí colaboró con Karl Marx, a pesar de considerables diferencias ideológicas y tácticas.
La cuestión del rumbo de Rusia había ido tomando fuerza desde que Pedro el Grande comenzara su programa de occidentalización. Algunos favorecieron la mera imitación de las costumbres y sistemas mientras que otros renunciaron a Occidente y pidieron una vuelta a las tradiciones del pasado. Esta última opción fue la elegida por los nacionalistas eslavófilos, que hacían burla continua de la "decadente" Europa. Los eslavófilos preferían el colectivismo del mir, o comunidad de la aldea medieval, al individualismo Occidental. Más tarde, el comunismo de la Rusia Soviética no solo estaría en deuda con las ideas de Marx, sino con el por muchos años establecido patrón social del mir.

#### Crimea, Alejandro II y la abolición de la servidumbre

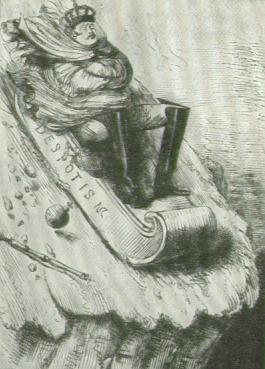
Alejandro II, caricaturizado, se desliza sobre el trineo del despotismo hacia el precipicio.

Por su ferviente lucha contra los liberalismos europeos, el zar Nicolás fue apodado «El gendarme de Europa», no sin cierta socarronería. En 1853, estallaba la Guerra de Crimea entre Rusia y el Imperio Otomano por el empecinamiento ruso de defender los intereses ortodoxos en Tierra Santa, los cuales ellos consideraban que no eran satisfechos por el sultán. Los rusos se enfrentaron también al Reino Unido y a Francia, que temían que Rusia se volviera demasiado influyente. La guerra vio cómo Crimea era arrasada y los puertos rusos que daban al Mar Negro eran bombardeados. Desbordada, Rusia se vio obligada a pedir la paz y con ello las potencias europeas comenzaron a apreciar la decadencia del régimen zarista.
Cuando Alejandro II llegó al trono en 1855, la avidez de reformas se había generalizado. Un nuevo movimiento humanitario, que posteriormente se habría de comparar con el abolicionista de los Estados Unidos previo a la guerra civil americana, atacó la servidumbre. En 1859 había más de 23 millones de siervos viviendo en condiciones muchas veces peores que las de los campesinos de Europa Occidental en los feudos del siglo XII. Alejandro II; liberal, sensible y de gustos más humanistas que su padre, se decidió a abolir la servidumbre desde arriba antes que esperar a que fuese atajada desde abajo mediante una revolución.

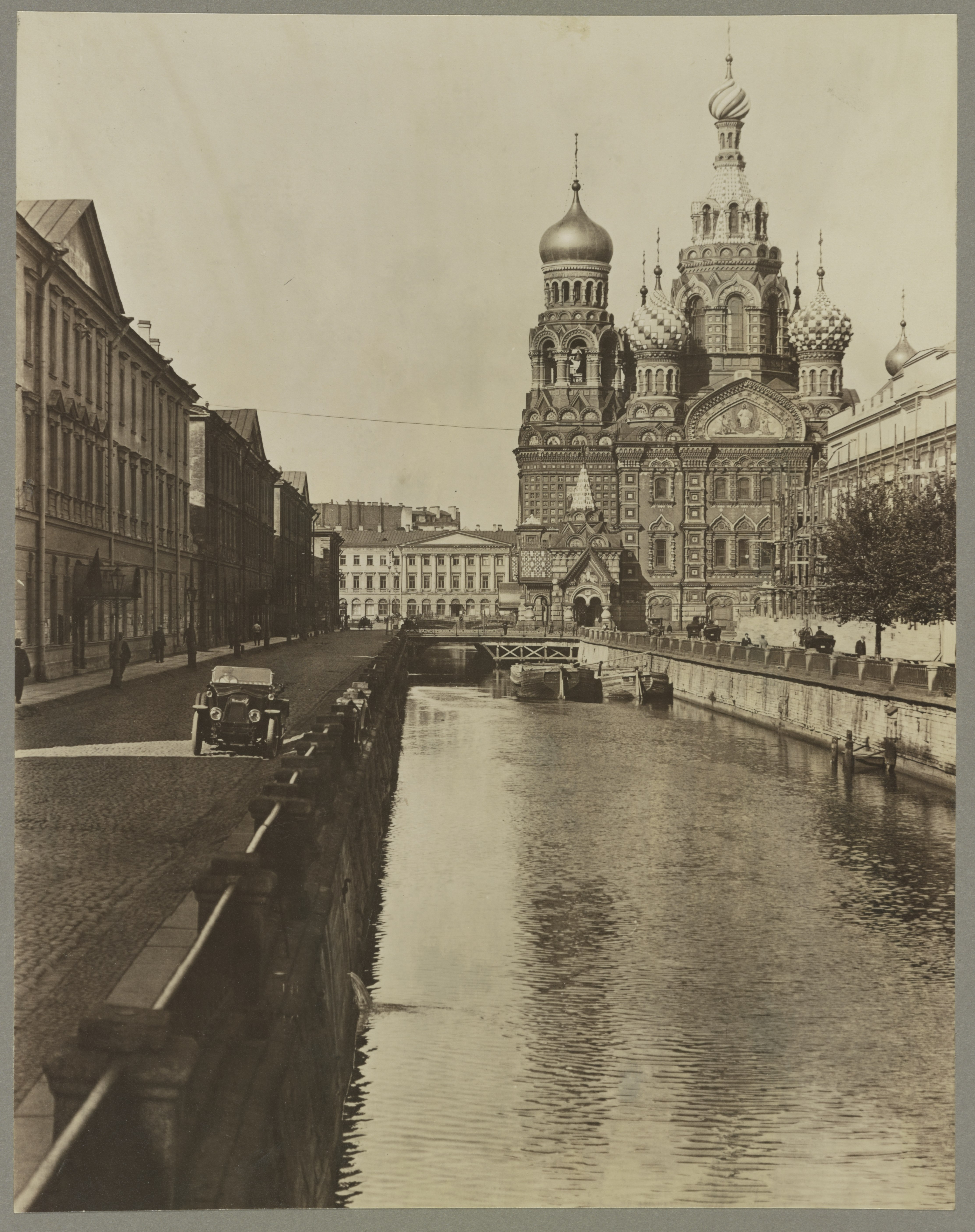
Iglesia del Salvador sobre la Sangre Derramada fue construida sobre el lugar donde el zar Alejandro II de Rusia fue asesinado

La emancipación de los siervos de 1861 fue el acontecimiento más importante de la historia rusa del siglo XIX. Fue el comienzo del fin del monopolio del poder ostentado por la aristocracia terrateniente. La emancipación supuso una aportación de nueva mano de obra a las ciudades; estimuló la industria y las clases medias crecieron en número e influencia. Sin embargo, los campesinos liberados tuvieron que pagar un impuesto especial de por vida al gobierno, que a cambio pagó un generoso precio a los antiguos señores por la tierra que habían perdido; una forma de mantener a ambos lados contentos. Todo el territorio cedido a los campesinos era propiedad colectiva de la mir, la comunidad aldeana, que dividía la tierra entre los campesinos y realizaba tareas de supervisión.
En resumen, aunque la servidumbre fue abolida, como este logro se consiguió en términos desfavorables para los campesinos, no se lograron aplacar los ánimos revolucionarios a pesar de las intenciones de Alejandro II.
En la década de 1870 la situación en la península balcánica influyó fuertemente en la política de Rusia. En 1875-1877 el ejército turco suprimió con una gran crueldad la insurrección de las nacionalidades eslavas contra el régimen turco. La sociedad rusa constreñía el gobierno a prestar ayuda militar a los eslavos balcánicos. Durante la guerra 1877-1878 (Guerra Ruso-Turca, 1877–1878) el ejército ruso junto con los patriotas búlgaros, rumanos, serbios venció a los turcos y llegó casi a Estambul. Turquía concluyó un tratado de paz sobre la base de las condiciones rusas. Sin embargo Inglaterra adoptó una posición antirrusa y las condiciones del tratado de paz fueron cambiadas, reduciendo las ventajas de Rusia y sus aliados eslavos. Los fracasos de política exterior de Rusia aumentaron la tensión en la sociedad rusa.

#### Los movimientos Naródnik y Nihilista
Durante algún tiempo muchos liberales rusos se encontraron insatisfechos con la discusión vacía de la intelligentsia. En la década de 1860 cuestionaron los viejos valores, abanderaron la independencia del individuo y escandalizaron a la clase dirigente rusa.
Primero intentaron atraer a la aristocracia a la causa reformista. Tras fracasar, volvieron su mirada a los campesinos. Su campaña "dirigíos al pueblo" acabó siendo conocida como el movimiento Naródnik (narod significa pueblo en ruso). Cuando este movimiento ganó en fuerza, el gobierno actuó rápidamente en su supresión.
En respuesta a la creciente reacción gubernamental, un ala radical de los naródniks propugnó un movimiento conocido como nihilista y ejerció el terrorismo. Una tras otra, personalidades importantes del régimen fueron asesinadas a disparos o mediante bombas. Finalmente, después de muchos intentos, Alejandro II fue asesinado en 1881, el mismo día en que aprobaba una petición de la asamblea de representantes para que considerase nuevas reformas que complementasen la abolición de la servidumbre y así aplacar a los revolucionarios.

#### Reacción bajo Alejandro III
Que los ánimos revolucionarios no disminuyeron con la reforma de Alejandro II estuvo claro cuando este fue asesinado en un atentado terrorista.
Alejandro III lo sucedió como zar. De talante reaccionario, Alejandro III estuvo muy influenciado por su tutor, el conservador Konstantín Pobedonóstsev, y su reinado se destacó por la vuelta a los principios de «autocracia, ortodoxia y nacionalismo» de su abuelo Nicolás. Alejandro III empleó a la policía secreta para reprimir cualquier tipo de oposición. Llevado por una política antisemita, miles de judíos pidieron asilo en países como Estados Unidos, y se llevaron a cabo los denominados «pogromos».
En el reinado de Alejandro III, Rusia estableció una alianza con Francia. La industria rusa ha recibido los créditos grandes de los bancos franceses, estableciéndose cada vez núcleos proletarios más fuertes en Moscú, San Petersburgo y los Urales. Todo esto fue causa del crecimiento de los movimientos socialistas, anarquistas y antisemitas.
Alejandro III murió de forma repentina en 1894, sin que llegara a inculcar a su hijo las capacidades de gobierno necesarias para un país sumido en una profunda crisis social y gubernamental.

#### Nicolás II y el nuevo movimiento revolucionario

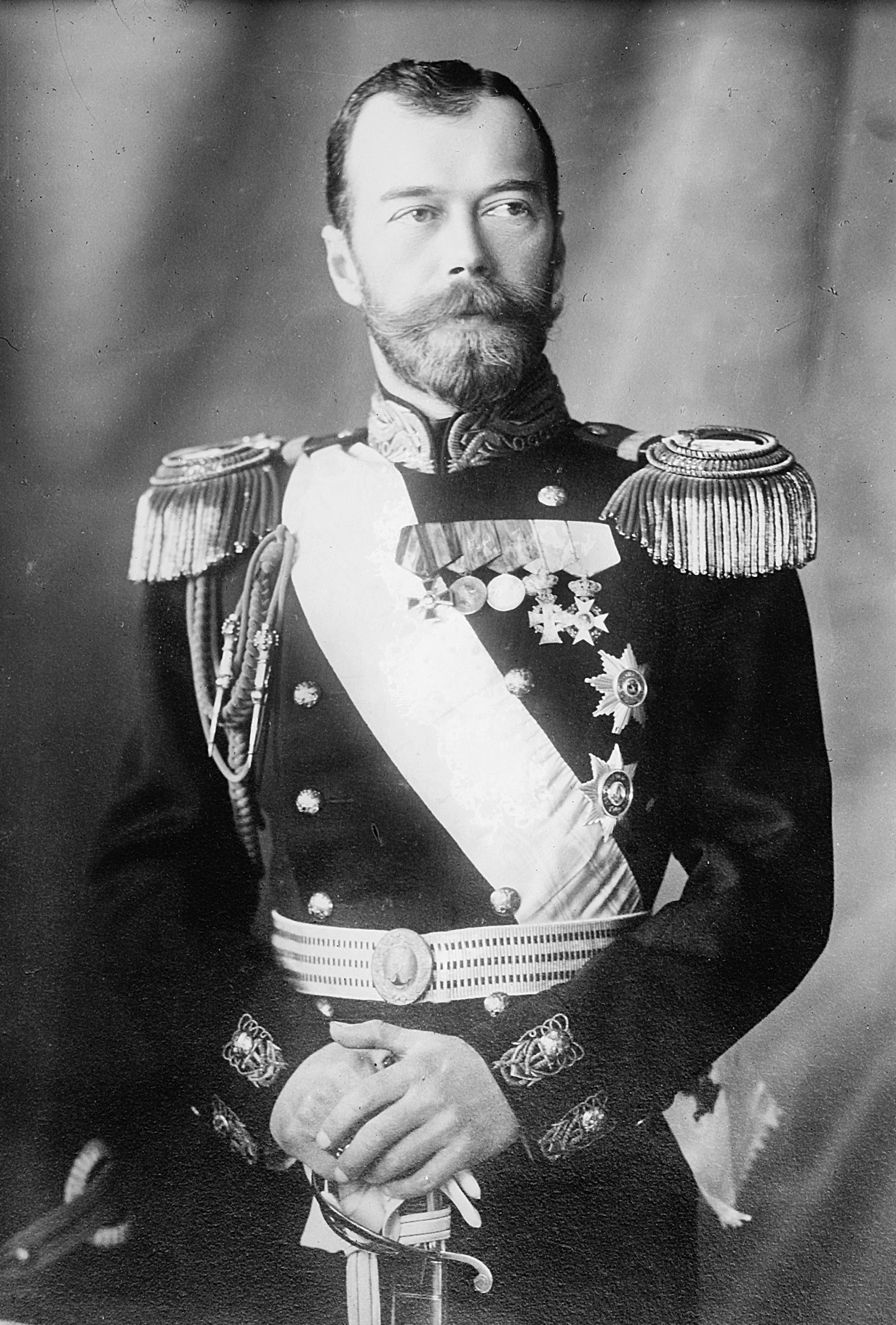
El último zar de Rusia, Nicolás II.

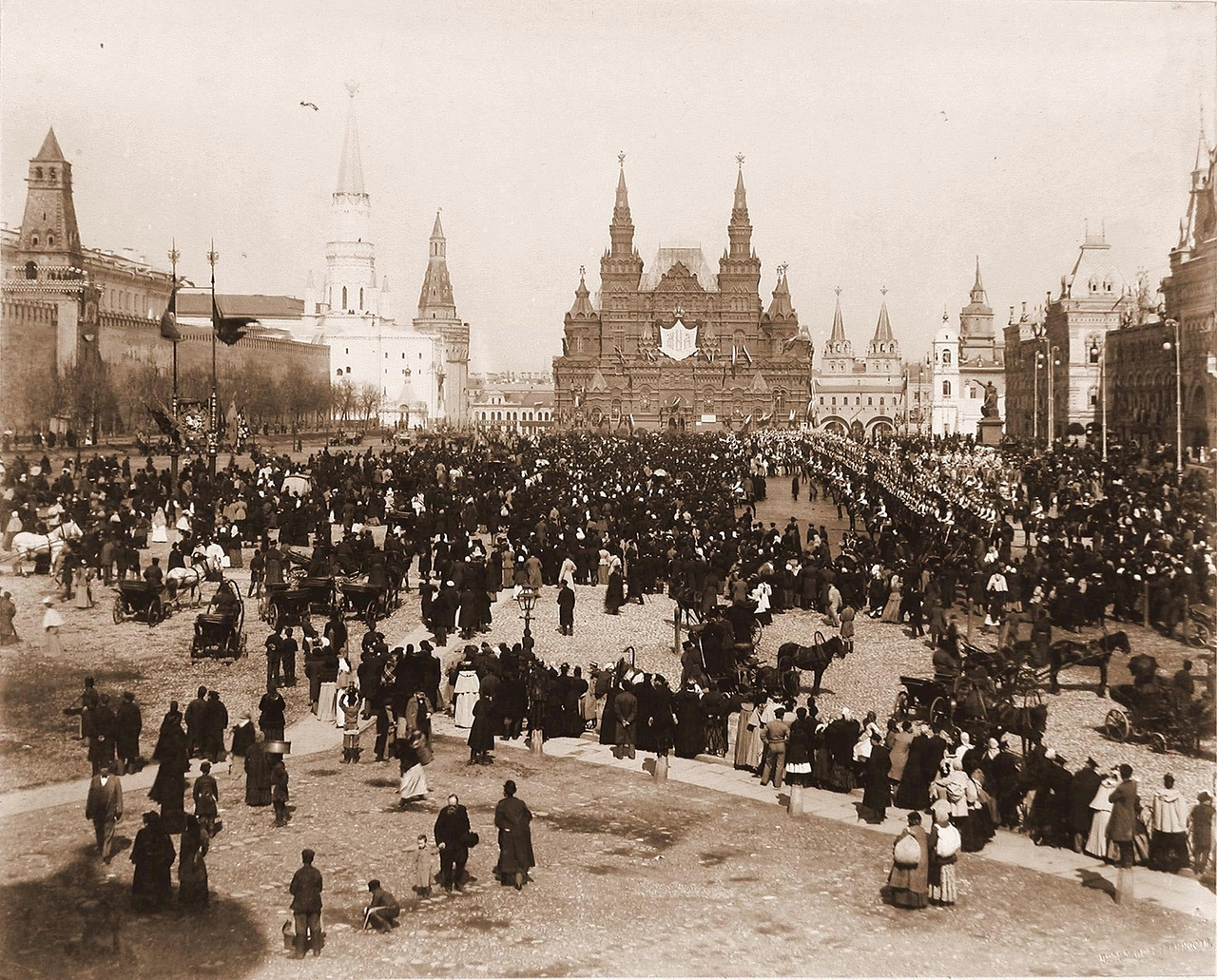
La Plaza Roja durante la coronación de Nicolás II, 1896

Alejandro fue sucedido por su hijo Nicolás II (1894-1917). La Revolución Industrial, que empezaba a ejercer una influencia importante en Rusia, fomentaría los factores que finalmente acabarían con el zar. Los elementos liberales entre los capitalistas y la nobleza creían en una reforma social pacífica y en una monarquía constitucional, tomando parte en el Partido Democrático Constitucional (KD), también llamados kadety. Los miembros del Partido Social-Revolucionario (SR o esery) integraron en su doctrina la tradición de los naródnik, y exigieron la distribución de la tierra entre los que la trabajasen: los campesinos. Otro grupo radical era el de los miembros del Partido Obrero Socialdemócrata de Rusia (SD), representantes del marxismo en Rusia. Ganando cada vez más apoyo por parte de intelectuales y la clase obrera urbana, propugnaban una revolución social, económica y política.
En 1903, el partido SD se escindió en dos facciones: los mencheviques, o moderados, y los bolcheviques, o radicales. Los mencheviques, liderados por Yuli Mártov, creían que el socialismo ruso llegaría gradual y pacíficamente y que el régimen del zar debería ser sucedido por una república democrática en la que los socialistas hubieran de cooperar con los partidos burgueses. Los bolcheviques, bajo Vladímir Lenin, sostenían la formación de una pequeña élite de revolucionarios profesionales, sujetos a una férrea disciplina de partido, que actuaran de vanguardia del proletariado con el fin de tomar el poder por la fuerza.
La desastrosa intervención de las fuerzas armadas en la Guerra Ruso-Japonesa de 1904-1905 fue un gran contratiempo para el régimen zarista e incrementó el probable potencial de un levantamiento. En enero de 1905, una serie de sucesos conocidos como "Domingo Sangriento" ocurrieron cuando el Padre Gapón condujo a una gran masa de gente al Palacio de Invierno en San Petersburgo para presentar una petición al zar. Cuando el grupo llegó al palacio, los cosacos abrieron fuego sobre los allí reunidos, matando a cientos de personas. El pueblo ruso llegó a tal indignación por la masacre que se declaró una huelga general demandando una república democrática. Esto marcó el inicio de la Revolución rusa de 1905. Los soviets (consejos de trabajadores) aparecieron en la mayoría de ciudades para dirigir la actividad revolucionaria. El Sóviet de San Petersburgo fue la primera organización de delegados obreros surgida durante la revolución de 1905. Rusia acabó paralizada, y el gobierno, en una situación desesperada.
En octubre de 1905, Nicolás II firmó con reticencias el famoso Manifiesto de Octubre, que concedía la creación de la Duma Imperial de Rusia (parlamento) nacional que convocaría sin demora. El derecho al voto fue generalizado y ninguna ley entraría en vigor sin el refrendo de la Duma. Los grupos moderados estaban satisfechos, pero los socialistas rechazaron las concesiones y trataron de organizar nuevas huelgas. Al final de 1905, existía cierta desunión entre los reformistas, y la posición del zar acabaría fortaleciéndose con el paso del tiempo. Finalmente, fue promulgada la primera constitución de Rusia, la Constitución rusa de 1906.
Los años siguientes y previos a la guerra indicaban una cierta estabilidad del régimen zarista, beneficiado de las hábiles políticas de personajes como Piotr Stolypin o Vladimir Kokovtsov.

## Primera Guerra Mundial y Revolución

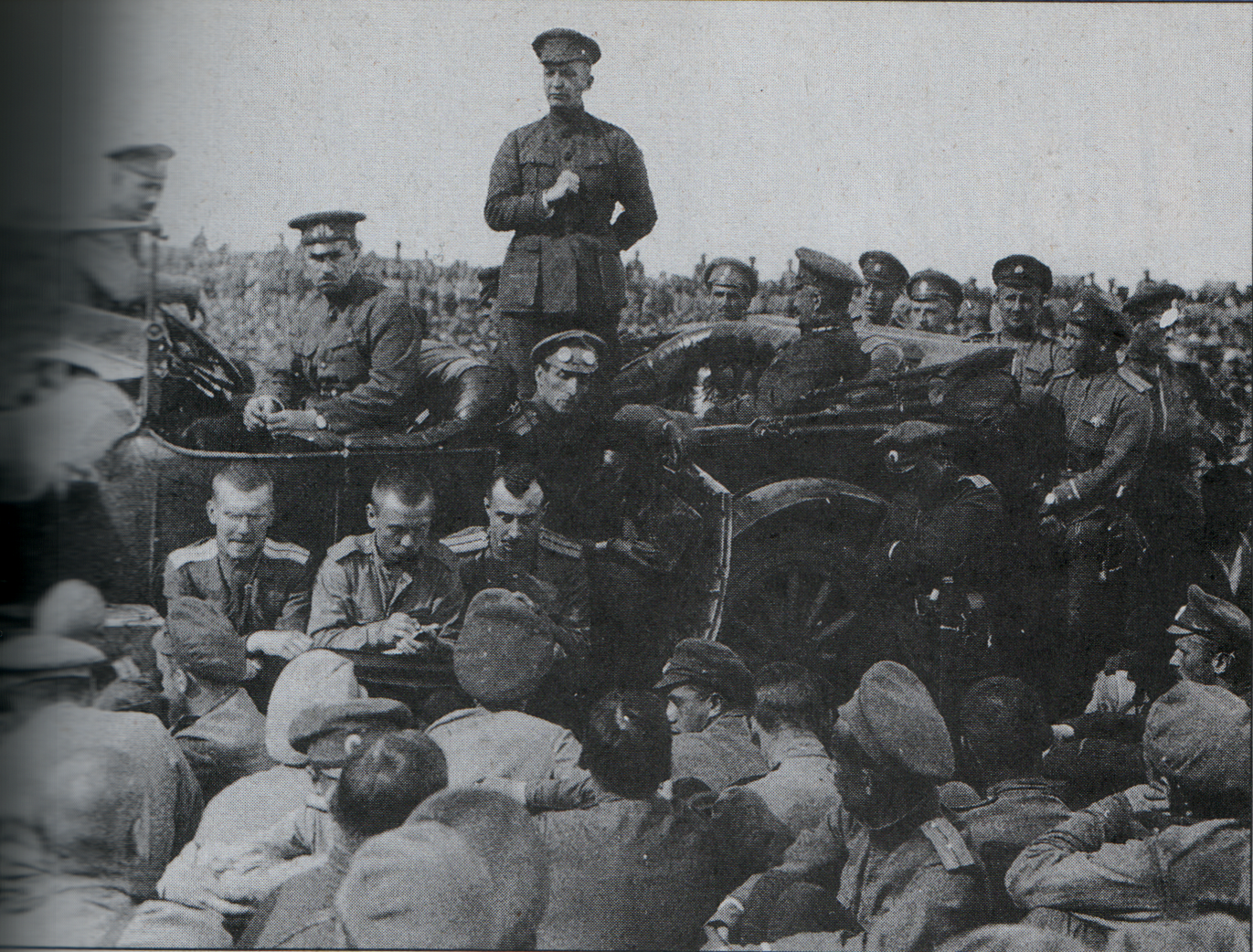
Aleksandr Kérenski, líder de la Revolución de Febrero que derrocó a la monarquía y convirtió a Rusia en una república que duró hasta octubre de 1917.

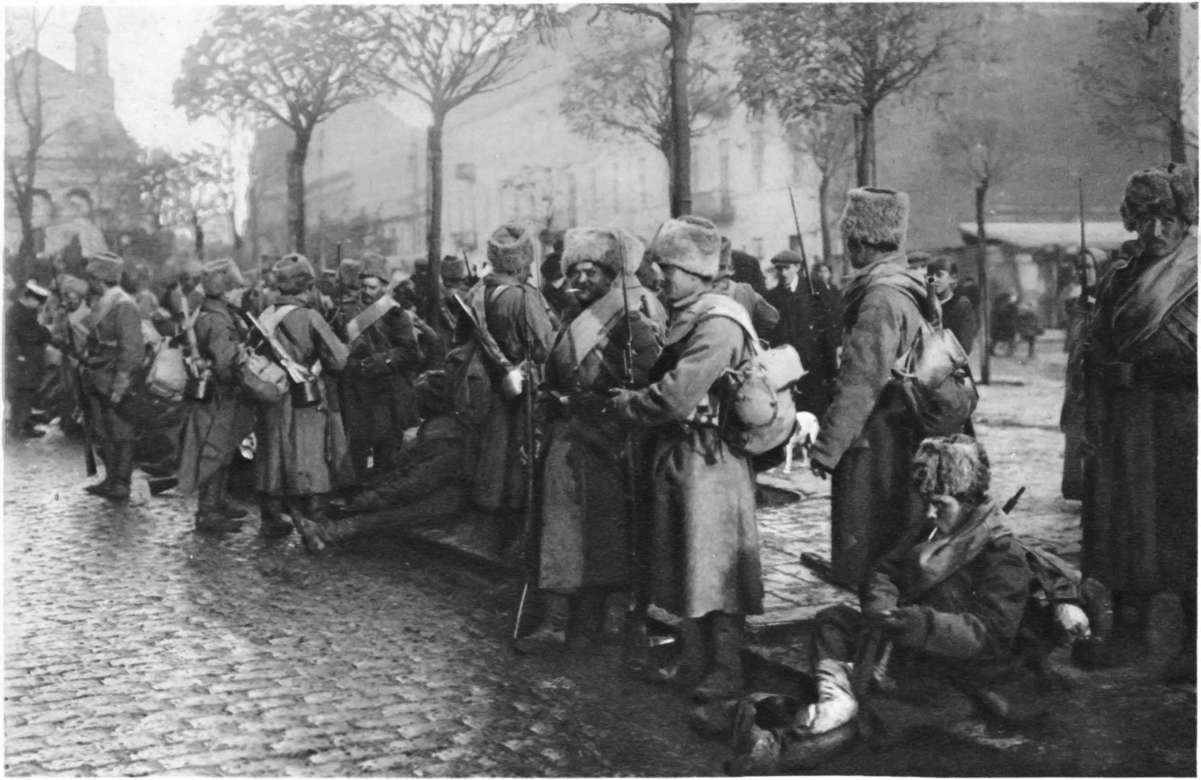
Las tropas rusas en Varsovia, 1914

El zar Nicolás II y sus colaboradores hicieron entrar al país en la Primera Guerra Mundial con entusiasmo y patriotismo, con la defensa de los hermanos eslavos ortodoxos, los serbios, como principal argumento bélico. Rusia era temida por los recursos humanos que podría llegar a movilizar en caso de un conflicto continental y su economía e infraestructura había despegado desde finales del XIX merced a los avances producidos por la industrialización y la llegada de capitales franceses. Sin embargo, los reveses militares y la incompetencia militar y gubernamental pronto decepcionaron a la población. El control alemán del Mar Báltico y el bloqueo germano-otomano del Mar Negro cercenaron las vías de entrada al comercio marítimo internacional e impidieron la llegada de mercancías de primera necesidad.
A mediados de 1915, el impacto de la guerra era desmoralizante. La comida y el combustible escaseaban, el número de bajas era escandaloso y la inflación no dejaba de escalar. Las huelgas aumentaron entre los obreros mal pagados de las fábricas y los campesinos, que exigían reformas agrarias, estaban inquietos. Mientras, el descontento general con el régimen se agravaba por momentos a causa de los informes que afirmaban que un místico semianalfabeto, Grigori Rasputin, se había granjeado una importante influencia política dentro del gobierno. Su asesinato a finales de 1916 acabó con el escándalo, pero no restauró el prestigio perdido del régimen. La decisión del zar Nicolás de dirigir él personalmente al Ejército tampoco ayudó a la contienda ni a su prestigio como monarca, peor aún, dejó a Rasputín como el poder en la sombra en Petrogrado.
El 3 de marzo de 1917 tuvo lugar una huelga en la fábrica Putílov de la capital Petrogrado —la antigua San Petersburgo, renombrada así tras el inicio del conflicto para «rusificar» su nombre—. En una semana, casi todos los obreros de la ciudad la secundaron, y empezaban a sucederse los disturbios callejeros. Cuando el zar disolvió la Duma y exhortó a los huelguistas a que volvieran al trabajo, sus órdenes desencadenaron la Revolución de Febrero.
La Duma rechazó disolverse, los huelguistas celebraron mítines masivos desafiando al régimen y el ejército explícitamente se puso del lado de los obreros. Unos días después la Duma nombró un Gobierno provisional encabezado por el Príncipe Lvov. Al día siguiente, el zar abdicó. Al mismo tiempo, los socialistas de Petrogrado formaron el Sóviet de Petrogrado (consejo) de los Diputados de Trabajadores y Soldados para, según su retórica, proporcionarles el poder del que carecían en la Duma. Mientras el Gobierno provisional ahora encabezado por Aleksandr Kérenski dejaba pasar el tiempo, el Soviet de Petrogrado propagó su organización a través de todo el país creando soviets locales. Asimismo, Kérenski cometió el fatal error de continuar la participación de Rusia en la guerra, una decisión extremadamente impopular entre el pueblo.

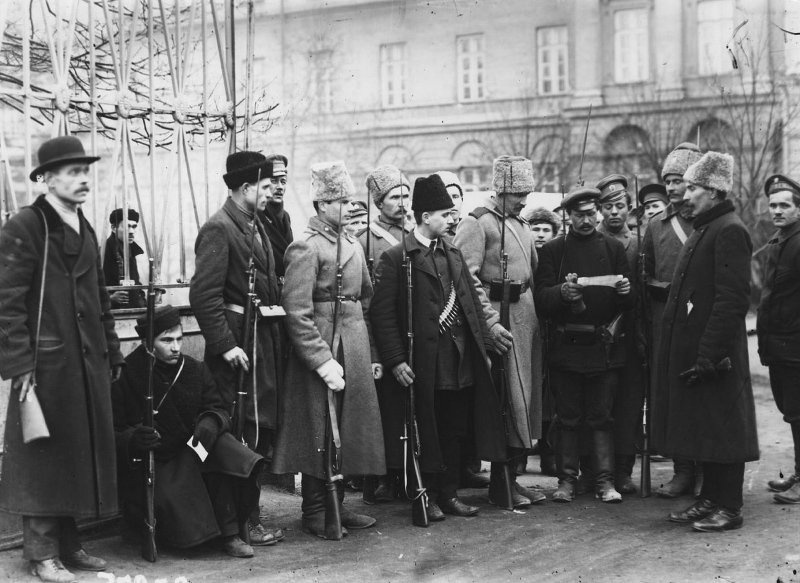
Revolucionarios en el Instituto Smolny, 1917

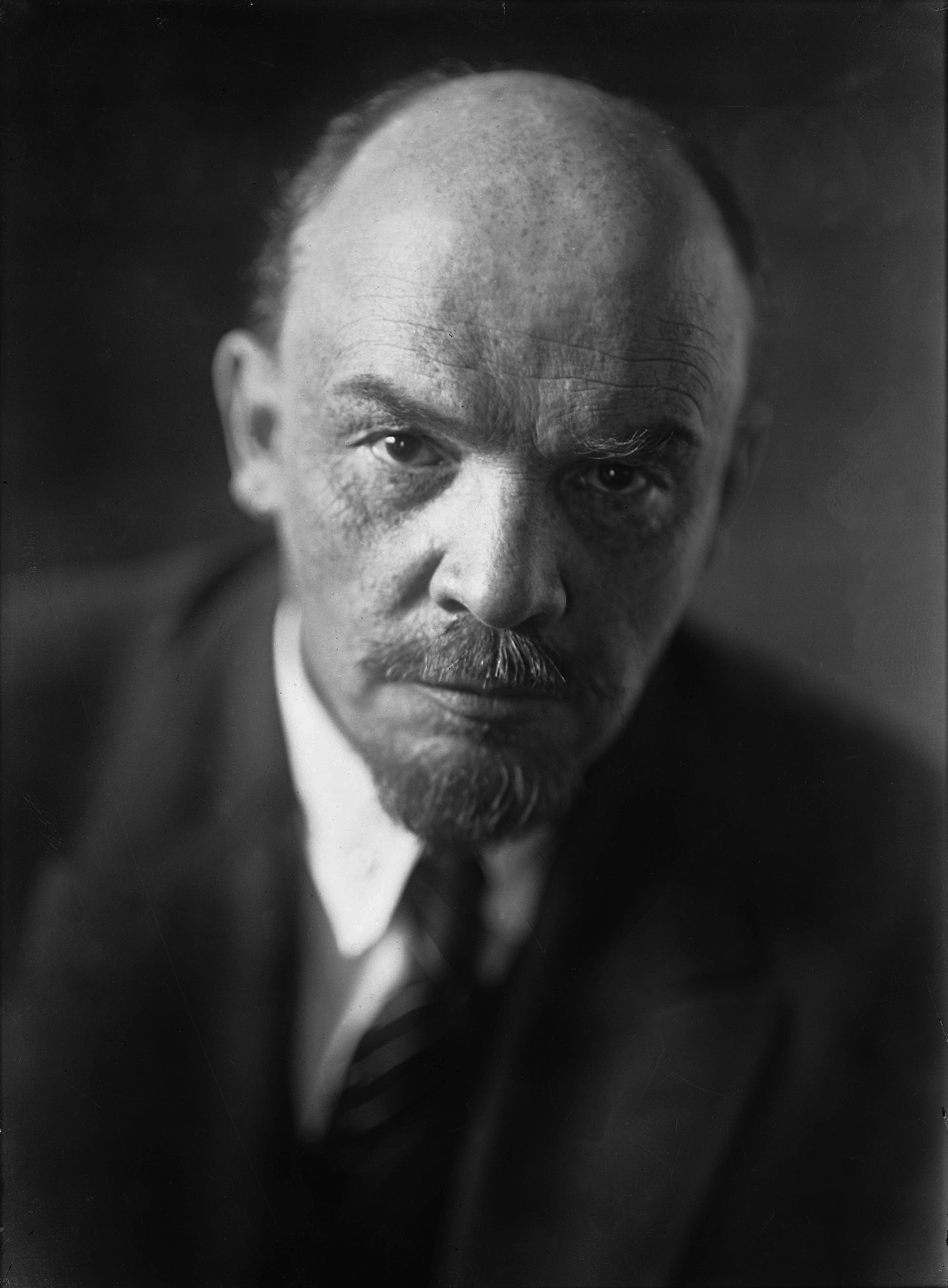
Vladímir Lenin.

Lenin regresó a Rusia en abril desde su exilio en Suiza, con ayuda de Alemania, que esperaba que un conflicto civil generalizado obligase a Rusia a retirarse de la guerra. Se produjo una sonora recepción a cargo de miles de campesinos, obreros y soldados ante la llegada del tren que traía a Lenin a Petrogrado. Después de muchas maniobras entre bambalinas, los bolcheviques formaron un nuevo gobierno liderado por Lenin en noviembre de 1917 y obligaron a Kérenski y a su ejecutivo a huir hacia el exilio; todo esto, durante los sucesos que serían conocidos como la Revolución de Octubre.
Cuando la Asamblea Constituyente Rusa, que se reunió en enero de 1918, rehusó convertirse en un mero instrumento de los bolcheviques, fue disuelta por los partidarios de Lenin. Con la disolución de la Asamblea Constituyente desapareció el último vestigio de la anterior y efímera democracia liberal. A partir de ese momento, estando la oposición moderada fuera de combate, Lenin pudo desvincular su régimen de la Gran Guerra mediante el duro Tratado de Brest-Litovsk firmado con Alemania, que impuso a Rusia grandes pérdidas en territorios.
Con la llegada al poder del gobierno provisional, el zar fue recluido junto a su familia en el palacio de Tsárskoye Seló, cerca de Petrogrado, para después ser trasladado a Tobolsk. En 1918, el emérito zar Nicolás II se hallaba prisionero de los bolcheviques en Ekaterimburgo. Ante la posible llegada de los contrarrevolucionarios, Lenin autorizó la orden de asesinato de la familia imperial. Un comando de la Checa ejecutó a toda la familia en el interior de la Casa Ipátiev, para posteriormente eliminar cualquier rastro de los cadáveres. Por esas fechas, una gran cantidad de miembros de la familia Románov fueron asesinados por bolcheviques, salvándose algunos de ellos marchándose al exilio, principalmente a Francia.

## La guerra civil rusa
Un poderoso grupo de contrarrevolucionarios denominado el Movimiento Blanco comenzó a organizarse para derrocar a los bolcheviques. Al mismo tiempo las potencias aliadas enviaron cuerpos expedicionarios para apoyar a las fuerzas anticomunistas. Los aliados temían que los bolcheviques estuviesen conspirando con los alemanes como consecuencia de Brest-Litovsk; también tenían la esperanza de que los blancos reanudasen las hostilidades contra Alemania. En el otoño de 1918 el régimen bolchevique sobrevivía en una situación peligrosa, enemistado con las potencias aliadas y los opositores internos. Sin embargo, el Movimiento Blanco carecía de un mando unificado y sus tropas se hallaban dispersas y sin actuar de forma coordinada; algunos incluso no actuaban más que como simples sátrapas de una región.
Para contrarrestar esta situación de emergencia, dio comienzo un reinado del terror merced el Ejército Rojo y la Cheka (la policía secreta), que acabarían con todos los enemigos de los bolcheviques. Por nobles que declararan ser sus objetivos finales, los comunistas no obtuvieron la aprobación de todos los elementos de la sociedad y así tuvieron que emplear la fuerza para ejercer el poder sobre Rusia. Acabaron con la policía secreta zarista, tan despreciada por los rusos de todas las opciones políticas, al tiempo que con otras instituciones del antiguo orden, pero aseguraron la supervivencia de su propio régimen creando una nueva policía política, la Checa, de aún mayores dimensiones que la anterior, tanto en el alcance de su autoridad como en la severidad de sus métodos. En 1920, toda la resistencia blanca había sido aplastada y los ejércitos extranjeros, evacuados, más con el coste de perpetuar la impronta rusa de poder autocrático bajo nuevas apariencias.
Estando Rusia estancada en su guerra civil, las fronteras entre Polonia y Rusia no quedaban claramente definidas por el Tratado de Versalles tras el fin de la contienda mundial. La Guerra Ruso-Polaca (1919–1921) , que finalizó con la derrota del Ejército Rojo, determinó los límites entre ambos países.

### Principales líderes blancos
| Nombre                | Comentario | Muerte |
| --------------------- | --- | --- |
| Mijaíl Alekséyev      | Uno de los fundadores del Ejército de Voluntarios.                                                                                          | Falleció en 1918 de un ataque cardíaco mientras se hallaba en las cercanías del Volga.                            |
| Pável Bermondt-Aválov | Comandante de las fuerzas blancas que combatieron en Estonia, Letonia y Lituania                                                            | Exiliado en Alemania y Estados Unidos, falleció en 1974.                                                          |
| Antón Denikin         | Combatió en el Cáucaso norte, liderando al Ejército de Voluntarios. Dirigió una fracasada ofensiva contra Moscú, siendo derrotado en Oriol. | Exiliado en numerosos países europeos, falleció en 1947 en Estados Unidos.                                        |
| Alekséi Kaledin       | Formó un gobierno antibolchevique en Rostov del Don, siendo reconocido como líder político de la región.                                    | Se suicidó en 1918 ante el avance de los soviéticos.                                                              |
| Aleksandr Kolchak     | Reconocido por el Directorio de Omsk como «Gobernante Supremo de Rusia».                                                                    | Entregado a los bolcheviques por la Legión Checoslovaca, fue fusilado en Irkutsk en 1920.                         |
| Lavr Kornílov         | Primer comandante del Ejército de Voluntarios.                                                                                              | Falleció en 1918 tratando de tomar la ciudad de Ekaterinodar.                                                     |
| Piotr Krasnov         | Aunque miembro del Movimiento Blanco, fue presidente de la efímera República Cosaca que se opuso tanto a bolcheviques como a blancos.       | Capturado por los soviéticos durante la Segunda Guerra Mundial, fue ejecutado por traición en 1946.               |
| Yevgueni Miller       | Dirigió las fuerzas blancas en Múrmansk y Arjánguelsk.                                                                                      | Exiliado en Francia, fue capturado por los soviéticos, trasladado a Moscú y ejecutado sumariamente en 1939.       |
| Grigori Semiónov      | Un cosaco, se instaló en Chitá y actuó como un señor feudal con el apoyo de Japón.                                                          | Exiliado, permaneció en China y Corea al servicio de Japón. En 1946 fue capturado por los soviéticos y ejecutado. |
| Andréi Shkuró         | Cosaco afamado por su carácter indómito. Asentado en Kubán, fue nombrado atamán en 1920.                                                    | Capturado por los soviéticos durante la Segunda Guerra Mundial, fue ejecutado en 1947.                            |
| Ungern von Sternberg  | Apodado El Barón Loco, dirigió una ofensiva de los Blancos en Mongolia en apoyo al Bogd Khan.                                               | Derrotado en Mongolia, fue capturado por los soviéticos y ejecutado en Novonikoláyevsk en 1921.                   |
| Piotr Wrangel         | Conquistó Tsaritsyn, combatió al Ejército Negro en Ucrania y se hizo con el control de Crimea.                                              | Líder del Movimiento Blanco en el exilio, falleció en Bruselas en 1928.                                           |
| Nikolái Yudénich      | Líder de las fuerzas blancas del Báltico, dirigió un fallido ataque sobre Petrogrado.                                                       | Exiliado en Francia, falleció en 1933 de causas naturales.                                                        |

## La Unión Soviética

### Fundación de la Unión Soviética
La historia de Rusia entre 1922 y 1991 es esencialmente la historia de la Unión de Repúblicas Socialistas Soviéticas o, más brevemente, Unión Soviética. Esta nación unida por la ideología, establecida en 1922 por los líderes del Partido Comunista de la Unión Soviética, se superponía territorialmente a grandes rasgos con el antiguo Imperio Ruso. En aquella época, el nuevo estado estaba constituido por cuatro repúblicas: la República Socialista Federativa Soviética de Rusia (RSFS de Rusia), la RSS Ucraniana, la RSS Bielorrusa y la República Federativa Socialista Soviética de Transcaucasia.
La Constitución de la Unión Soviética de 1924 establecía un sistema federal de gobierno basado en una sucesión de soviets emplazados en pueblos, fábricas y ciudades en las regiones más grandes. Esta pirámide de soviets en cada república integrante culminaba en el Congreso de los Sóviets de la Unión Soviética. Pero mientras la apariencia era que este congreso ejercía la soberanía, este órgano estaba de hecho controlado por el Partido Comunista de la Unión Soviética (PCUS), que a su vez era supervisado por el Politburó del PCUS desde Moscú, la nueva capital de la Unión Soviética, tal y como lo había sido bajo los zares antes de Pedro el Grande.

### El comunismo de guerra y la Nueva Política Económica

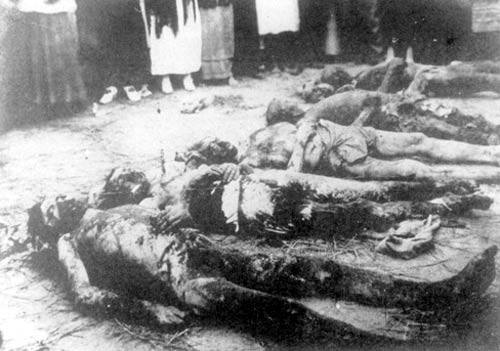
Víctimas del terror rojo, civiles capturados y asesinados por los chek

El período comprendido desde la consolidación de la revolución bolchevique en 1917 hasta 1921 es conocido como el período del comunismo de guerra. Bancos, ferrocarriles y naves fueron nacionalizados y la economía monetaria restringida. Pronto surgiría un fuerte rechazo popular ante los cambios. Los campesinos requerían pagos en metálico para adquirir sus productos y no aceptaron con agrado el tener que ceder los excedentes de grano al gobierno como parte de su política de guerra civil. Ante esta oposición del campesinado, Lenin comenzó una retirada progresiva del comunismo de guerra conocida como la Nueva Política Económica (NEP). Los campesinos se vieron liberados de las recaudaciones masivas de grano y se les permitió vender sus productos excedentarios en el mercado. Se estimuló el comercio permitiendo la venta al por menor. El estado continuó siendo el responsable de la banca, el transporte, la industria pesada y los servicios públicos.
Aunque los grupos de extrema izquierda entre los propios comunistas criticaron a los campesinos ricos o kuláks que se beneficiaban de la NEP, el programa demostró ser bastante beneficioso y la economía revivió. La NEP se enfrentaría a una creciente oposición desde dentro del partido tras la muerte de Lenin a principios de 1924.

### Cambios en la sociedad rusa

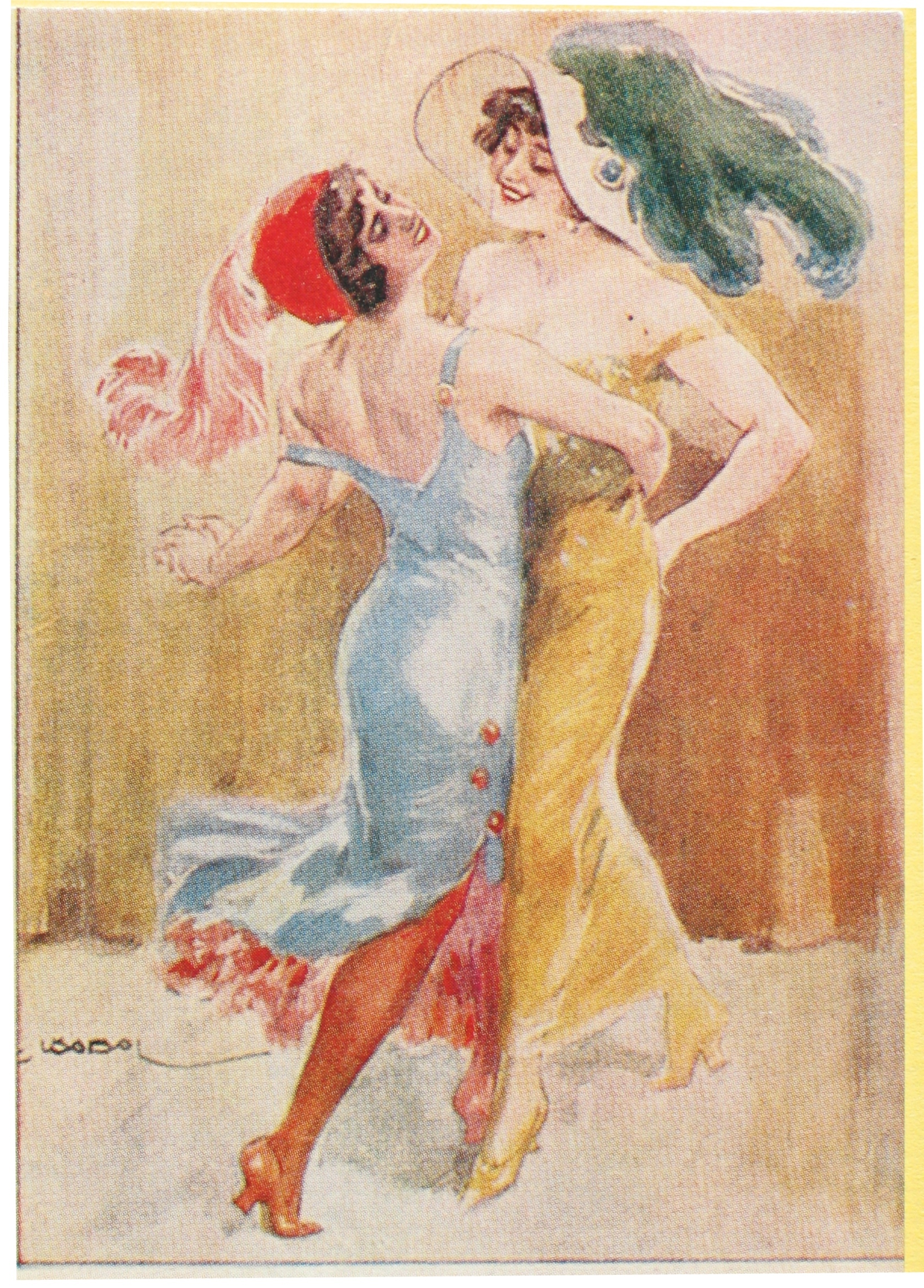
Postal de los tiempos de la NEP

A medida que la economía rusa se iba transformando, la vida social de la gente sufrió cambios igualmente drásticos. Desde el comienzo de la revolución, el gobierno intentó debilitar la dominación patriarcal de la familia. El divorcio no requeriría más intervención judicial; y para liberar totalmente a la mujer de las responsabilidades de la maternidad, el aborto fue legalizado en fecha tan temprana como 1920. Como efecto colateral, la emancipación de las mujeres incrementó la masa laboral. Se animaba a las chicas a asegurarse una educación y a labrarse una trayectoria en la fábrica o en la oficina. Se dispusieron guarderías comunales para el cuidado de los niños pequeños y se hicieron esfuerzos para cambiar el centro de la vida social de la gente desde el hogar a los grupos educativos y de recreo, los clubes soviéticos.
El régimen abandonó la política zarista de discriminación contra las minorías nacionales en favor de una política de integrar a los más de doscientos grupos minoritarios en la vida soviética. Otra característica del régimen fue la extensión de los servicios sanitarios. Se promovieron campañas contra el tifus, el cólera y la malaria; el número de doctores se incrementó tan rápido como las infraestructuras y la formación lo pudieran permitir; y la tasa de mortalidad infantil decreció rápidamente mientras que la esperanza de vida ascendió con igual premura.
El gobierno también promovió el ateísmo y el materialismo, que formaban la base del marxismo teórico. Se opuso a las religiones organizadas, sobre todo con el objetivo de quebrar el poder de la Iglesia ortodoxa rusa, un antiguo pilar del antiguo régimen y una gran barrera para el cambio social. Muchos líderes religiosos fueron enviados a campos de trabajo del Gulag. Se les prohibió a los miembros del partido asistir a servicios religiosos. El sistema educativo fue inmediatamente separado de la Iglesia. La enseñanza religiosa fue prohibida excepto en casa y se hizo hincapié en la instrucción ateísta en las escuelas.

### Los primeros años de Stalin: industrialización y colectivización

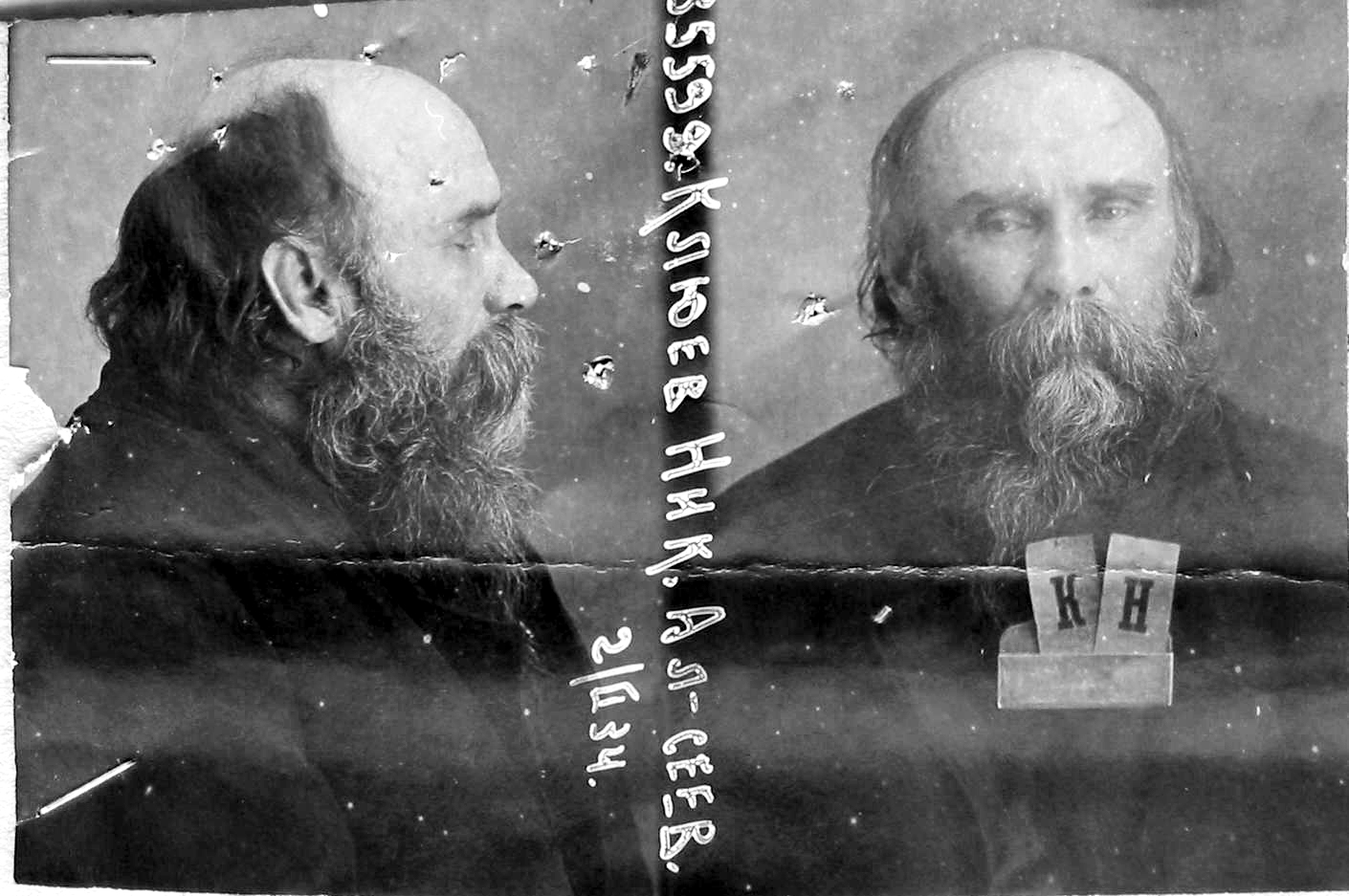
Nikolay Klyuev, escritor, una de las víctimas más famosas de la represión política en Rusia

Los años entre 1929 y 1939 comprenden una década turbulenta en la historia rusa, un período de industrialización masiva y luchas internas al establecer Iósif Stalin control casi total sobre la sociedad rusa, ostentando un poder sin restricciones desconocido incluso para los zares más ambiciosos. Tras la muerte de Lenin en 1924, Stalin luchó con otras facciones rivales del Politburó, especialmente León Trotski, por el liderazgo de la Unión Soviética. En 1928, con los trotskistas exiliados o expulsados del poder, Stalin fue capaz de poner en práctica un programa radical de industrialización.
En 1928, Stalin propuso el primer Plan Quinquenal. Abolida la NEP, fue el primero de unos planes dirigidos a la rápida acumulación de capital mediante el ensamblaje de vastos complejos de industria pesada, la colectivización de la agricultura, la manufactura restringida de bienes de consumo. Con la implantación del plan, por primera vez en la historia un gobierno controlaba toda la actividad económica. Mientras en los países capitalistas las fábricas y las minas se encontraban inactivas o funcionando por debajo de su rendimiento máximo durante la Gran Depresión y millones de obreros fueron al paro, el pueblo soviético trabajaba bastantes horas al día, seis días a la semana en un extenuante intento de revolucionar la estructura económica de Rusia.
Como parte del plan, el gobierno tomó el control de la agricultura a través del estado y las granjas colectivas. Mediante un decreto de febrero de 1930, cerca de un millón de kuláks fueron forzados a abandonar su tierra en un proceso llamado deskulakización. Muchos campesinos se opusieron firmemente a la reglamentación estricta del estado, frecuentemente matando el ganado cuando se enfrentaban a la pérdida de su tierra. En algunas regiones llegaron a rebelarse, e incontables campesinos considerados oficialmente "kuláks" por las autoridades fueron ejecutados. Estalló una grave hambruna y varios millones de agricultores murieron de inanición. Las deterioradas condiciones en el campo condujeron a millones de campesinos desesperados a unas ciudades en veloz crecimiento, incrementando desproporcionadamente la población urbana en el espacio de unos pocos años.

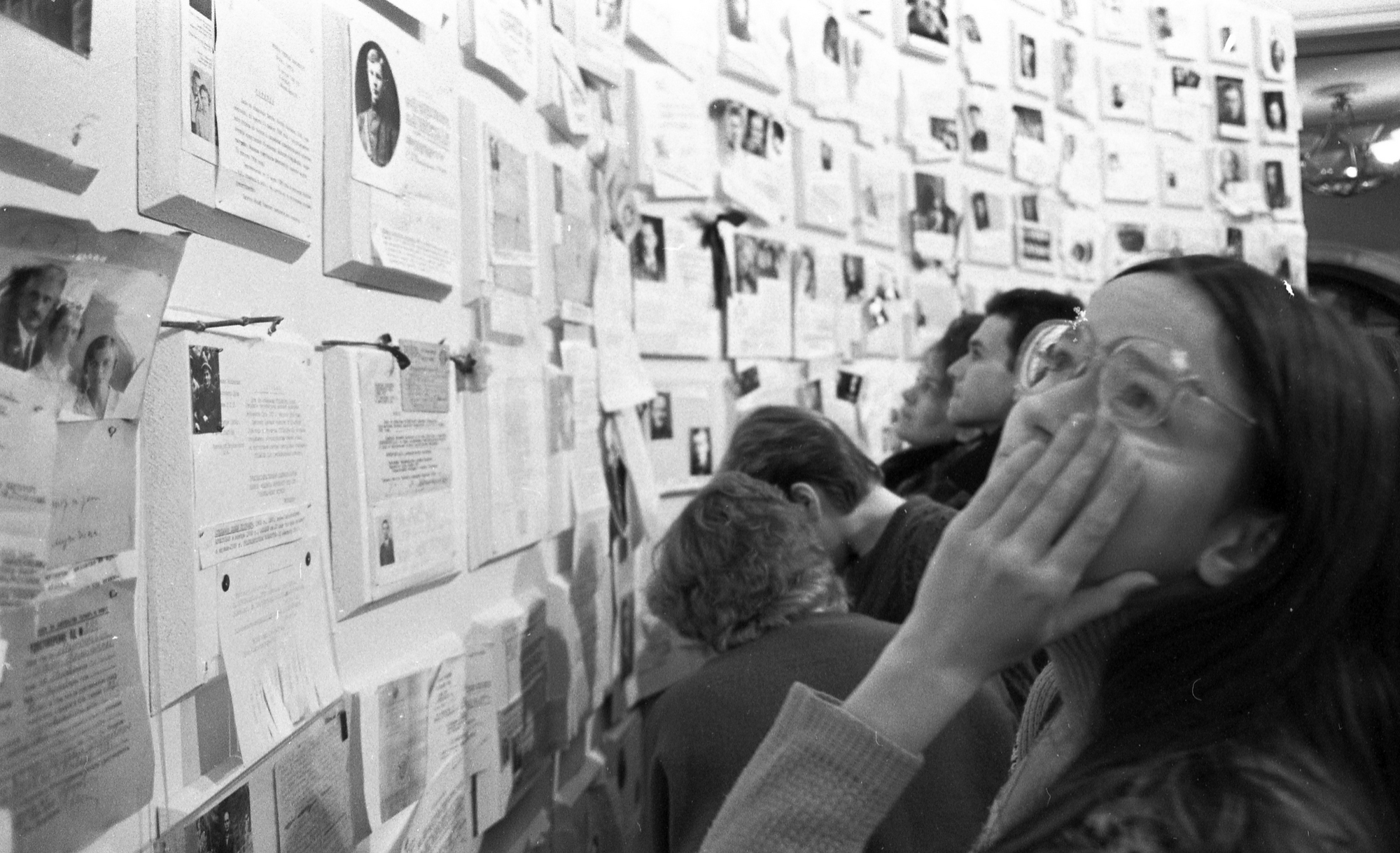
Primer evento dedicado a la memoria de las víctimas del gulag, Moscú, 1988

Los planes produjeron unos fabulosos resultados en áreas distintas a la agricultura. Rusia, bajo ciertos parámetros la nación más pobre de Europa en el momento de la revolución bolchevique, se industrializaba ahora a un ritmo sin precedentes, sobrepasando de largo la industrialización alemana del siglo diecinueve y la de Japón a principios del veinte. Las autoridades soviéticas declararon en 1932 un incremento de la producción industrial un 334 por ciento con respecto a 1914, y en 1937 un crecimiento del 180 por ciento sobre 1932. Es más, la supervivencia de la URSS frente a la inminente acometida nazi fue posible, en parte, gracias a la capacidad de producción obtenida con dicha industrialización.
Mientras los planes quinquenales fueron avanzando, Stalin fue afianzando su poder personal. La policía secreta del NKVD reunía por miles a ciudadanos soviéticos para su ejecución. De los seis miembros originales del Politburó de 1920 que sobrevivieron a Lenin, todos fueron purgados por Stalin. Los viejos bolcheviques que habían sido leales camaradas de Lenin, altos oficiales del Ejército Rojo, y directores de industria fueron liquidados en las Grandes Purgas.

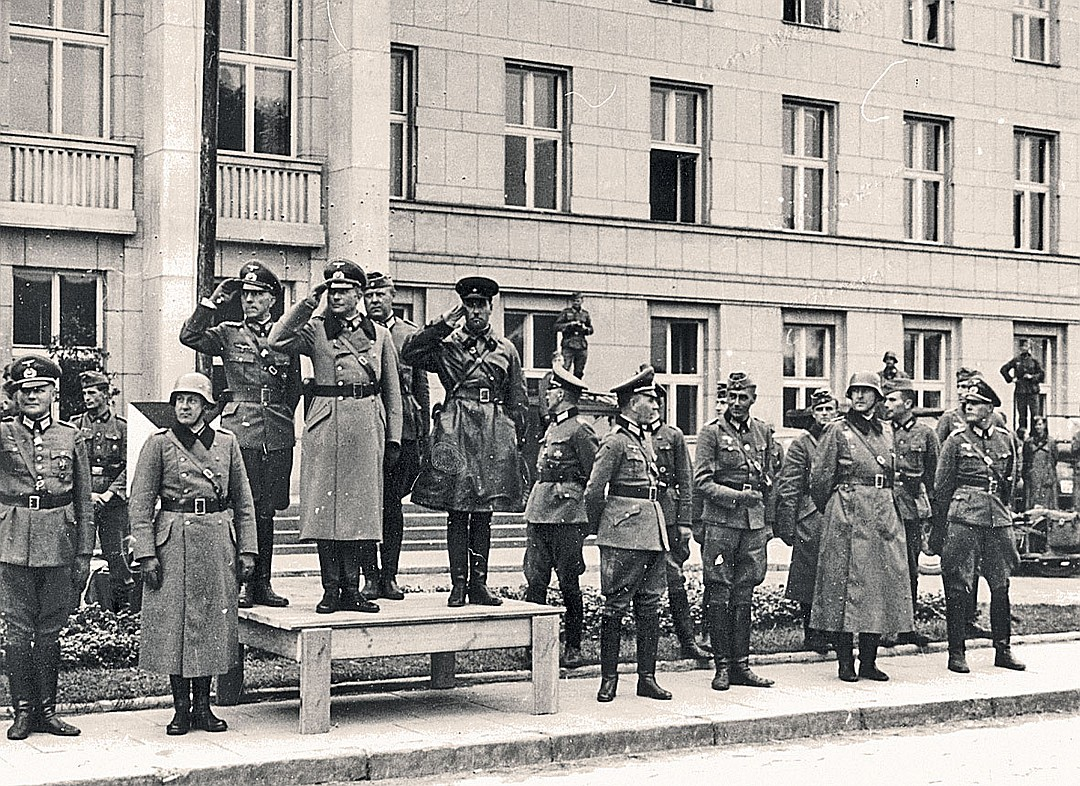
Desfile soviético alemán en la ciudad de Brest 22.09.1939

La represión estalinista llevó a la creación de un enorme sistema de exilio interior, de dimensiones considerablemente mayores que las dispuestas en el pasado por los zares. Se pusieron en vigor sanciones draconianas y muchos ciudadanos fueron enjuiciados por crímenes ficticios de sabotaje y espionaje. La labor realizada por los presos en los campos de trabajo del sistema del Gulag llegó a ser una pieza importante del esfuerzo industrializador, especialmente en Siberia. Tal vez unos 14 millones de personas habrían pasado por el Gulag.

### La Unión Soviética en la escena internacional

#### La Segunda Guerra Mundial

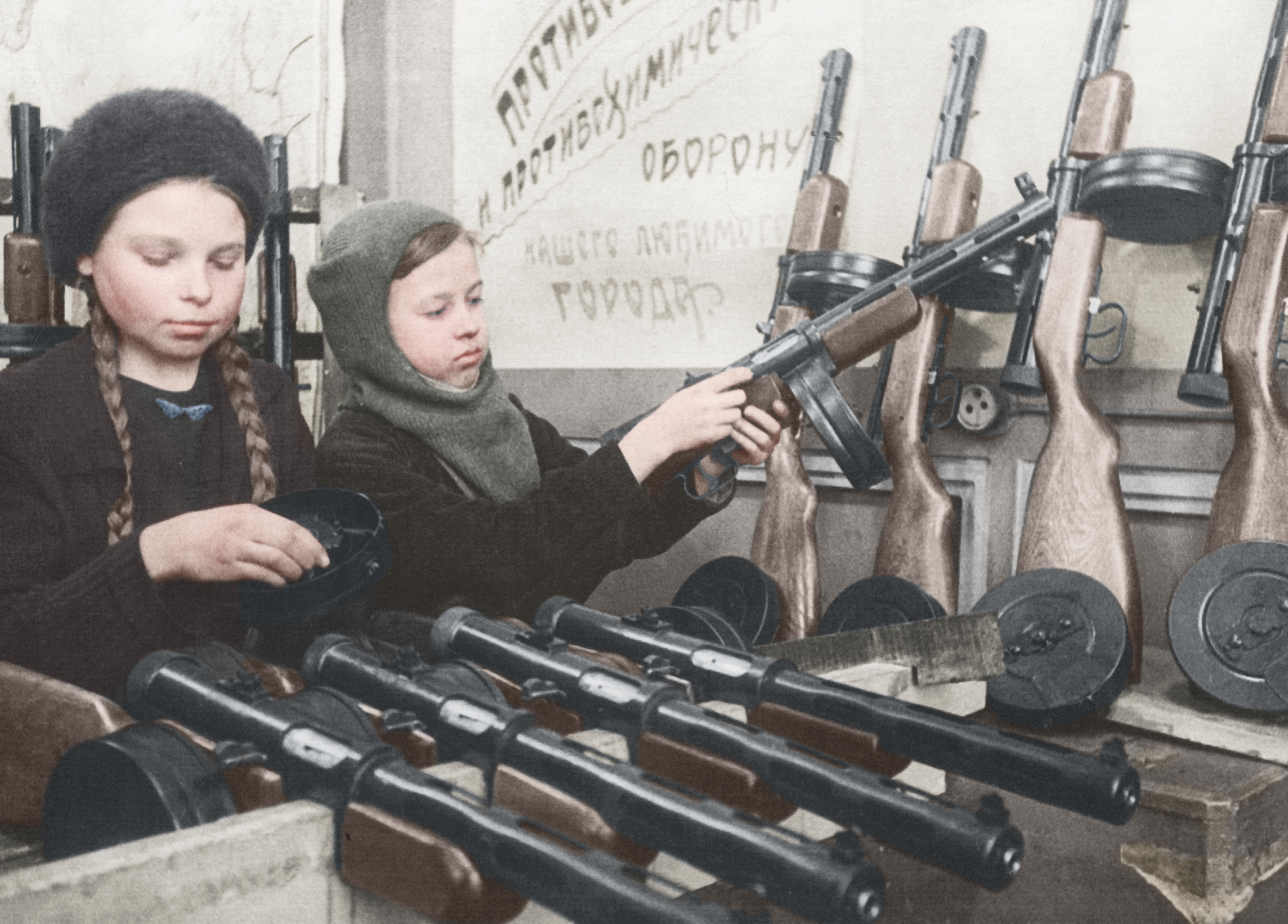
Dos niñas soviéticas en una fábrica durante el sitio de Leningrado, 1943

En 1939, la Unión Soviética firma con la Alemania nazi el llamado Pacto Ribbentrop-Mólotov, un tratado de no-agresión entre ambas potencias que además incluía un protocolo adicional secreto por el cual ambas se dividían la Europa del Este y los países bálticos. La URSS invadía Polonia ese mismo año de forma conjunta con los alemanes. Tras la rendición de Polonia, la URSS se anexionaba el denominado «Kresy». Por otro lado, invadía Finlandia en la llamada Guerra de Invierno, anexionándose el istmo de Karelia.
Sin embargo, en 1941, Alemania invadía de forma repentina la URSS en la Operación Barbarroja. La Unión Soviética, con sus mejores generales y oficiales eliminados durante la Gran Purga, con una maquinaria bélica deficiente, y con un Stalin inoperante del que dependían todas las órdenes en el frente, sufría un colapso frente a las tropas de la Wehrmacht. El desastre soviético fue inmenso: en cinco meses, los soviéticos habían sufrido más de 4 millones de bajas militares, y los alemanes estaban a las puertas de Moscú y sitiando Leningrado.

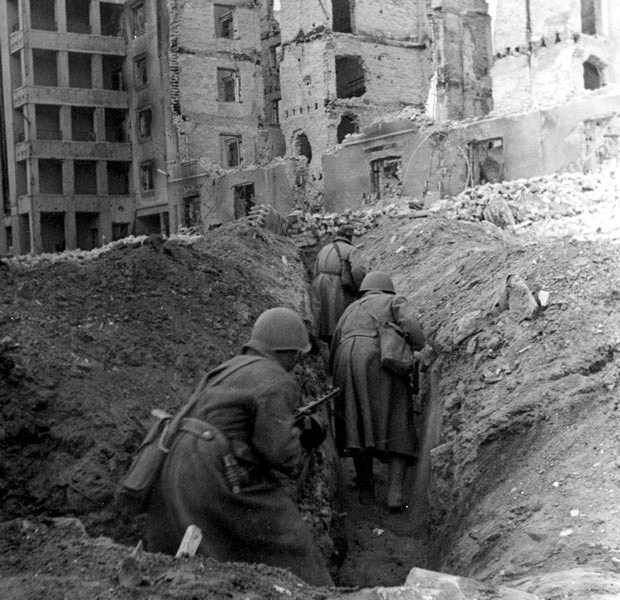
Soldados soviéticos en Stalingrado

La situación dio un giro drástico tras la Batalla de Stalingrado, donde la victoria soviética evitó que los alemanes se hicieran con los pozos petrolíferos del Cáucaso. Tras eso, los soviéticos no perdieron la iniciativa en la guerra. Con la Operación Bagratión, los soviéticos liberaban Bielorrusia y ocupaban las repúblicas bálticas. Para 1945, los soviéticos ya habían liberado gran parte de la Europa del Este. En marzo, los soviéticos entraban en Berlín, y Hitler se suicidaba; poco después, la Alemania nazi se rendía a las potencias Aliadas.
Mientras tanto, en oriente, los soviéticos mantuvieron una batalla inicial contra los japoneses en la Batalla de Jaljin Gol en 1939. Gracias a sus espías, los soviéticos descubrieron que Japón no respaldaría a Alemania en su invasión, de modo que pudieron concentrar todas sus fuerzas en la lucha contra los alemanes. Tras la rendición alemana, la Unión Soviética declaró la guerra a Japón e invadió Manchuria; Japón se rendiría poco después.
Aunque la Unión Soviética fue uno de los vencedores en la Segunda Guerra Mundial, su economía había sido devastada durante el conflicto a causa de la invasión alemana, cobrándose más de 20 millones de víctimas, entre bajas civiles y militares.

#### La Guerra Fría
La colaboración entre los Aliados les hizo ganar la guerra y supuestamente serviría como base para la reconstrucción y la seguridad europeas durante la posguerra. Sin embargo, el conflicto entre los intereses soviéticos y estadounidenses, conocido como Guerra Fría, dominaría la escena internacional durante las siguientes décadas, asumiéndose como un choque de ideologías en apariencia.
La Guerra Fría surgió de la disputa entre Stalin y el presidente Harry Truman sobre el futuro de Europa del Este después de la Conferencia de Potsdam en el verano de 1945. Rusia había sufrido tres devastadores conflictos desde el Oeste los anteriores 150 años, por lo que la meta de Stalin fue la de establecer una zona de estados tapón entre Alemania y la URSS. Truman acusó a Stalin de traicionar los acuerdos de Yalta. Con Europa Oriental bajo el control de la URSS, Stalin también ganaba tiempo mientras se desarrollaba en secreto su propio proyecto de bomba atómica.
En abril de 1949, los Estados Unidos patrocinaron la Organización del Tratado del Atlántico Norte (OTAN), un pacto de defensa mutua en la que la mayoría de las naciones occidentales firmaron actuar contra un estado concreto que atacara a cualquiera de los socios. La Unión Soviética estableció un contrapacto oriental a la OTAN en 1955, denominado el Pacto de Varsovia. La división de Europa en dos bloques se extrapolaría más tarde mundialmente, especialmente tras 1949, cuando el monopolio nuclear estadounidense vio su fin con la prueba de la primera bomba atómica soviética y el comunismo se hizo con el poder en China.
Los principales objetivos de la política exterior soviética fueron el mantenimiento y la mejora de la seguridad nacional y el sostenimiento de la hegemonía sobre el Bloque del Este. La Unión Soviética mantuvo su influencia sobre el Pacto de Varsovia mediante la represión de la Revolución Húngara de 1956, la Primavera de Praga mediante la invasión de Checoslovaquia por el Pacto de Varsovia en 1968, y apoyando la persecución del movimiento Solidaridad en Polonia a principios de los años 1980.
Mientras la Unión Soviética continuó manteniendo estrecho control sobre su esfera de influencia, la Guerra Fría dio paso a un período menos tenso entre 1961 y 1962 con unas relaciones internacionales más complejas por las que el mundo no se dividía tan claramente en dos claros polos opuestos. Los países menos influyentes tuvieron mayor capacidad de maniobra para afirmar su independencia, y las dos superpotencias fueron solo medianamente capaces de reconocer intereses comunes al tratar de vigilar la proliferación de armas nucleares en tratados como el SALT I, SALT II y el Tratado sobre Misiles Antibalísticos.
Las relaciones soviético-estadounidenses se deterioraron tras la entrada del contingente militar soviético en Afganistán en 1979 y la elección de Ronald Reagan en 1980.

### Los años de Jrushchov y Brézhnev
Durante la lucha por el poder que aconteció tras la muerte de Stalin en 1953, sus más estrechos colaboradores salieron derrotados. Nikita Jrushchov afianzó su posición en un discurso ante el XX Congreso del Partido Comunista detallando las atrocidades de Stalin y atacándolo por promover el culto a su personalidad. A medida que se iban haciendo públicos los detalles del discurso, Jrushchov aceleró la ejecución de un amplio paquete de reformas. Disminuyendo el énfasis de su antecesor por la industria pesada, incrementó la producción de bienes de consumo e inmuebles, además de estimular la producción agraria y la construcción de viviendas públicas. Las nuevas políticas mejoraron las condiciones de vida, aunque la escasez de maquinaria, textiles y otros bienes de consumo no perecederos se habría de incrementar en los años siguientes. El sistema judicial, aunque todavía bajo control absoluto del Partido, dio por terminada la política del terror. Los intelectuales tuvieron mayor libertad de expresión durante el deshielo de Jrushchov que durante el período estalinista.
En 1964, Jrushchov fue destituido por el Comité Central del Partido Comunista, atribuyéndole una gran cantidad de errores que incluían varios reveses soviéticos como la Crisis de los Misiles Cubanos y la Ruptura sino-soviética. Después de un breve período de mandato colectivo, un veterano burócrata, Leonid Brézhnev, ocupó el lugar de Jrushchov.
A pesar de la mejora de la planificación económica bajo Jrushchov, el sistema permaneció dependiente de planes centralizados realizados sin ninguna referencia a los mecanismos del mercado. Como país desarrollado que era, la Unión Soviética en los años 70 tuvo serias dificultades para mantener las altas tasas de crecimiento en el sector industrializado de que había disfrutado en años precedentes. Se hizo necesario un incremento progresivo en la inversión y la masa laboral para mantener el crecimiento, pero estos aportes se hacían cada vez más complicados de obtener, en parte debido al refuerzo en la producción de bienes de consumo. Aunque los objetivos de los planes quinquenales de los años 70 se vieron revisados a la baja, no se pudieron alcanzar. El desarrollo agrario continuó estancado durante los años de Brézhnev.
Aunque ciertos aparatos y otros bienes fueron progresivamente más accesibles durante los años 60 y 70, las mejoras en construcción y producción de alimentos no fueron suficientes. La naciente cultura del consumismo y la escasez en bienes de consumo, inherentes a un sistema de precios no regulado por el mercado, fomentó el robo de propiedades estatales y el crecimiento de un vigoroso mercado negro. Pero, en contraste con el espíritu revolucionario que acompañó al nacimiento de la Unión Soviética, el estado de ánimo que predominaba en la élite soviética al morir Brézhnev en 1982 era el miedo al cambio.

### La inminente ruptura de la Unión
Dos tendencias dominaron la década siguiente: el aparente desmoronamiento de las estructuras económicas y políticas, y los intentos por invertir ese proceso mediante reformas improvisadas. Después de la rápida sucesión de Yuri Andrópov y Konstantín Chernenko, figuras de transición con fuertes raíces en la tradición brezhnevita, el relativamente joven y enérgico Mijaíl Gorbachov llevó a cabo cambios significantes en la economía y en el liderazgo del partido. Su política de glásnost liberó el acceso público a la información después de décadas de represión gubernamental. Pero Gorbachov fracasó al tratar de enmendar la crisis esencial del sistema soviético; en 1991, cuando una conspiración de personas próximas al gobierno (Intento de golpe de Estado en la Unión Soviética) reveló la debilidad de la posición política de Gorbachov, el fin de la Unión Soviética estaba próximo.
Al final de la Primera Guerra Mundial, los grandes imperios Otomano, de los Habsburgo y los Románov se derrumbaron, dejando Europa Oriental y Eurasia en el caos. Solo el Imperio Ruso acabó reconfigurado bajo el liderazgo bolchevique. Stalin lo condujo por la senda de la industrialización y la agresión Nazi acabó convirtiéndolo en una superpotencia rival de los Estados Unidos. La economía centralizada acabó demostrándose menos sostenible con las tecnologías postindustriales y con las demandas de una nueva clase media y una burocracia forjada bajo su tutelado. La Perestroika anticipó el desmantelamiento de la economía, y la glásnost permitió a las minorías étnicas y los nacionalistas, hasta entonces invisibles para el público, adquirir notoriedad. Cuando Gorbachov trató de reformar el partido, debilitó los vínculos que cohesionaban el Estado y la Unión.

### LaRSFS de Rusiaen la Unión Soviética
A causa de la posición dominante de los rusos en la Unión Soviética, la mayoría no le prestaba especial atención a las diferencias entre Rusia y la URSS antes de finales de los 80. Sin embargo, el hecho de que el régimen estaba dominado por rusos no implicaba que la RSFS de Rusia o RSFSR estuviese especialmente beneficiada por esta coyuntura. De hecho, Rusia carecía de los escasos instrumentos de soberanía que las otras repúblicas tenían al menos, como sus respectivas ramas del Partido Comunista, la KGB, consejo de sindicatos, Academia de las Ciencias y similares. La razón de esto es que, de haber existido ramas de dichas organizaciones en la RSFSR, habrían amenazado las estructuras de poder de la Unión.
A finales de los años 80, Gorbachov subestimó la importancia de la República Socialista Federativa Soviética de Rusia (RSFS de Rusia), que emergió como un centro de poder rival de la Unión Soviética. Una reacción nacionalista rusa contra la Unión llegó cuando muchos rusos empezaron a creer que Rusia había subsidiado a otras repúblicas, cada vez más pobres, con petróleo barato, por ejemplo. Las demandas de unas instituciones propias habían crecido en Rusia y, cuando el nacionalismo ruso fue claramente patente al final de la década, aparecieron tensiones entre los que pretendían conservar una Unión cohesionada y los que pretendían crear un estado ruso fuerte.
Estas tensiones acabaron personificándose en la lucha de poder entre el Presidente de la Unión Soviética Mijaíl Gorbachov y el Presidente de la RSFS de Rusia Borís Yeltsin. Eliminado de la política de la Unión por Gorbachov en 1987, Yeltsin, un hombre de partido a la vieja usanza sin ningún antecedente de disidencia, necesitaba una plataforma alternativa para desafiar a Gorbachov. La creó representándose a sí mismo como un nacionalista ruso y un demócrata convencido. Tras un golpe de suerte, logró ser elegido Presidente del Presídium del Sóviet Supremo de la RSFS de Rusia en mayo de 1990.

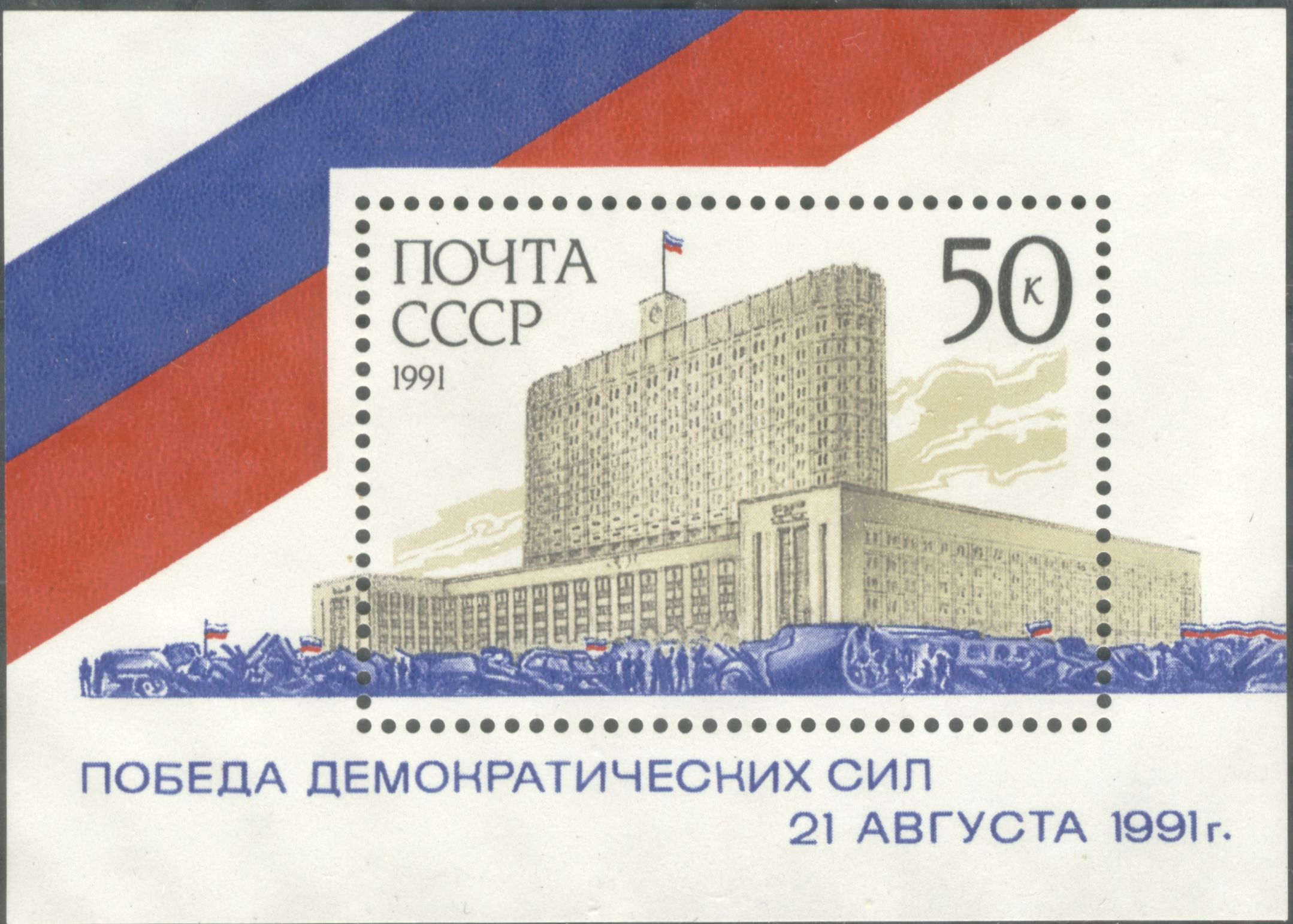
Sello soviético en el que aparece el edificio de la Casa Blanca Rusa durante el Golpe de Agosto

El 12 de junio de 1990, el Congreso de los Diputados del Pueblo de Rusia aprobaba la Declaración de Soberanía Estatal de la RSFS de Rusia. El 11 de julio de 1990, durante la celebración del XXVIII Congreso del Partido Comunista de la Unión Soviética, Borís Yeltsin anuncia su abandono del PCUS.
Presentándose como independiente a las primeras elecciones multipartidistas, celebradas el 12 de junio de 1991, accede a la Presidencia de la RSFS de Rusia al obtener el 57 % de votos. Se convierte en el presidente de la RSFS de Rusia el 10 de julio del mismo año.
El intento de golpe de Estado en la Unión Soviética en agosto de 1991 por comunistas de la línea dura y la cúpula del KGB fracasaría con la ayuda de Yeltsin. Los cabecillas del golpe pretendieron salvar el partido y la Unión; sin embargo, apresuraron el colapso de ambos.
El 8 de diciembre de 1991, los presidentes de la RSFS de Rusia, RSS de Ucrania y RSS de Bielorrusia Borís Yeltsin, Leonid Kravchuk y Stanislav Shushkiévich, respectivamente, firmaban el Tratado de Belavezha por el cual  se declaraba la disolución de la URSS y se establecía en su lugar la Comunidad de Estados Independientes (CEI). La firma del Tratado fue comunicada por teléfono al Presidente de la Unión Soviética Mijaíl Gorbachov por Stanislav Shushkiévich.
La Unión Soviética se disgregó oficialmente el 25 de diciembre de 1991. El acto final del traspaso de poder de la Unión Soviética a Rusia fue la cesión, de Gorbachov a Yeltsin, de las maletas conteniendo los códigos para desplegar el arsenal nuclear.

## La Federación de Rusia

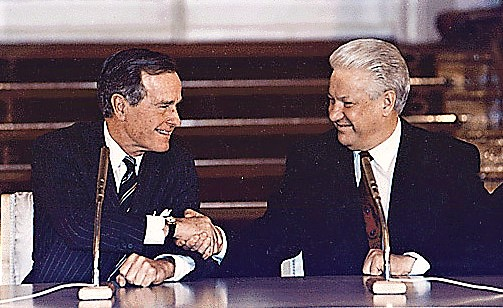
Firma en Moscú del tratado START II entre Borís Yeltsin y el presidente de los Estados Unidos, George H. W. Bush, 1 de marzo de 1993.

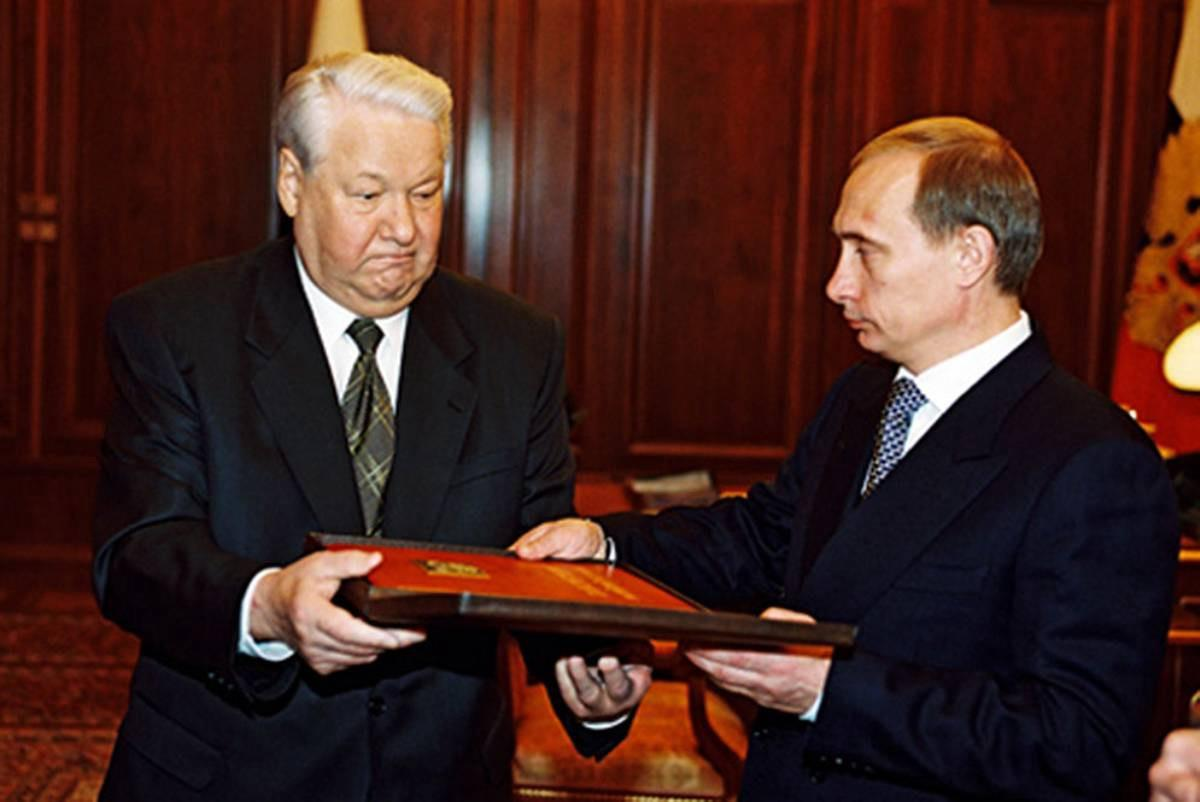
Boris Yeltsin y Putin, 31 de diciembre de 1999

A mediados de los años 90, la Federación de Rusia era una democracia multipartidista, más era difícil asegurar un gobierno representativo a causa de dos problemas estructurales: el enfrentamiento entre el presidente y el parlamento, y el anárquico sistema de partidos. Aunque Yeltsin ganó prestigio en el extranjero al mostrarse como un demócrata para debilitar a Gorbachov, su concepción de la presidencia era muy autocrática, actuando bien como su propio primer ministro (hasta junio de 1992) o bien nombrando para tal cargo a gente de su confianza, sin tener en cuenta al parlamento.
Mientras, la excesiva presencia de partidos minúsculos y su rechazo a formar alianzas coherentes dejaba la legislatura ingobernable. Durante 1993, el contencioso entre Yeltsin y el parlamento culminaría con la crisis constitucional de octubre. Esta llegó a su punto crítico cuando, el 3 de octubre, Yeltsin mandó a los tanques a bombardear la Casa Blanca de Moscú. Con este trascendente (e inconstitucional) paso de disolver a cañonazos el parlamento, Rusia no había estado tan cerca del enfrentamiento civil desde la revolución de 1917. A partir de entonces, Yeltsin dispuso de entera libertad para imponer una constitución con fuertes poderes presidenciales, que fue aprobada en referéndum en diciembre de 1993. Sin embargo, el voto de diciembre también supuso un avance importante de comunistas y nacionalistas, reflejo del creciente desencanto de la población con las reformas económicas neoliberales.
Pese a llegar al poder en un ambiente general de optimismo, Yeltsin nunca recuperaría su popularidad tras apoyar la "terapia de choque" económica de Yegor Gaidar: fin del control de precios de la era soviética, recortes drásticos en el gasto público y la apertura al comercio exterior en 1992. Las reformas devastaron inmediatamente la calidad de vida de la gran mayoría de la población, especialmente en aquellos sectores beneficiados por los salarios y precios controlados, los subsidios y el estado del bienestar de la época comunista. Rusia sufrió en la década de los noventa una recesión económica más grave que la Gran Depresión que azotó los Estados Unidos o Alemania a principios de los años 1930.

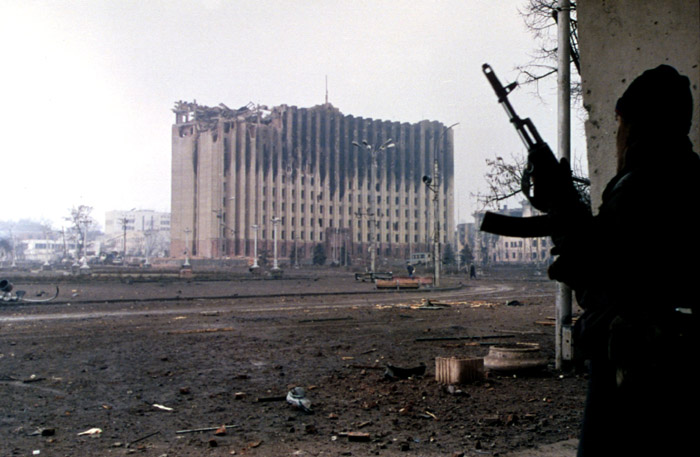
Los momentos principales de la historia moderna de Rusia

Las reformas económicas consolidaron una oligarquía semicriminal enraizada en el viejo sistema soviético. Aconsejada por los gobiernos occidentales, el Banco Mundial y el Fondo Monetario Internacional, Rusia se embarcaría en la más grande y más rápida privatización jamás llevada a cabo por un gobierno en toda la historia. A mediados de década, el comercio, los servicios y la pequeña industria ya estaban en manos privadas. Casi todas las grandes empresa fueron adquiridas por sus antiguos directores, engendrando una clase de nuevos ricos cercanos a diversas mafias o a inversores occidentales. En la base del sistema, a causa de la inflación o el desempleo, muchos obreros acabaron en la pobreza, la prostitución o la delincuencia.
A pesar de todo, un supuesto regreso a la economía dirigida parecía casi imposible, contando con el rechazo unánime de Occidente. La economía Rusa encontró el fin del calvario con la recuperación a partir de 1999 en parte gracias al alza de los precios del crudo, su principal exportación aún quedando lejos los niveles de producción soviéticos.
Tras la crisis financiera de 1998, Yeltsin se encontraba en el ocaso de su trayectoria. Solo unos minutos antes del primer día de 2000, dimitió por sorpresa dejando el gobierno en manos de su primer ministro, Vladímir Putin, un antiguo funcionario del KGB y jefe de su agencia sucesora, el Servicio Federal de Seguridad. En 2000, el nuevo presidente derrotó con facilidad a sus contrincantes en las elecciones presidenciales del 26 de marzo, ganando en primera vuelta. En 2004, fue reelegido con el 71% de los votos y sus aliados ganaron las legislativas, pese a las reticencias de observadores nacionales y extranjeros sobre la limpieza de los comicios. Se hizo aún más patente la preocupación internacional a finales de 2004 a causa los notables avances en el endurecimiento del control del presidente sobre la Asamblea Federal de Rusia (parlamento), la sociedad civil y los representantes regionales. En 2006, el opositor Aleksandr Litvinenko fue asesinado.

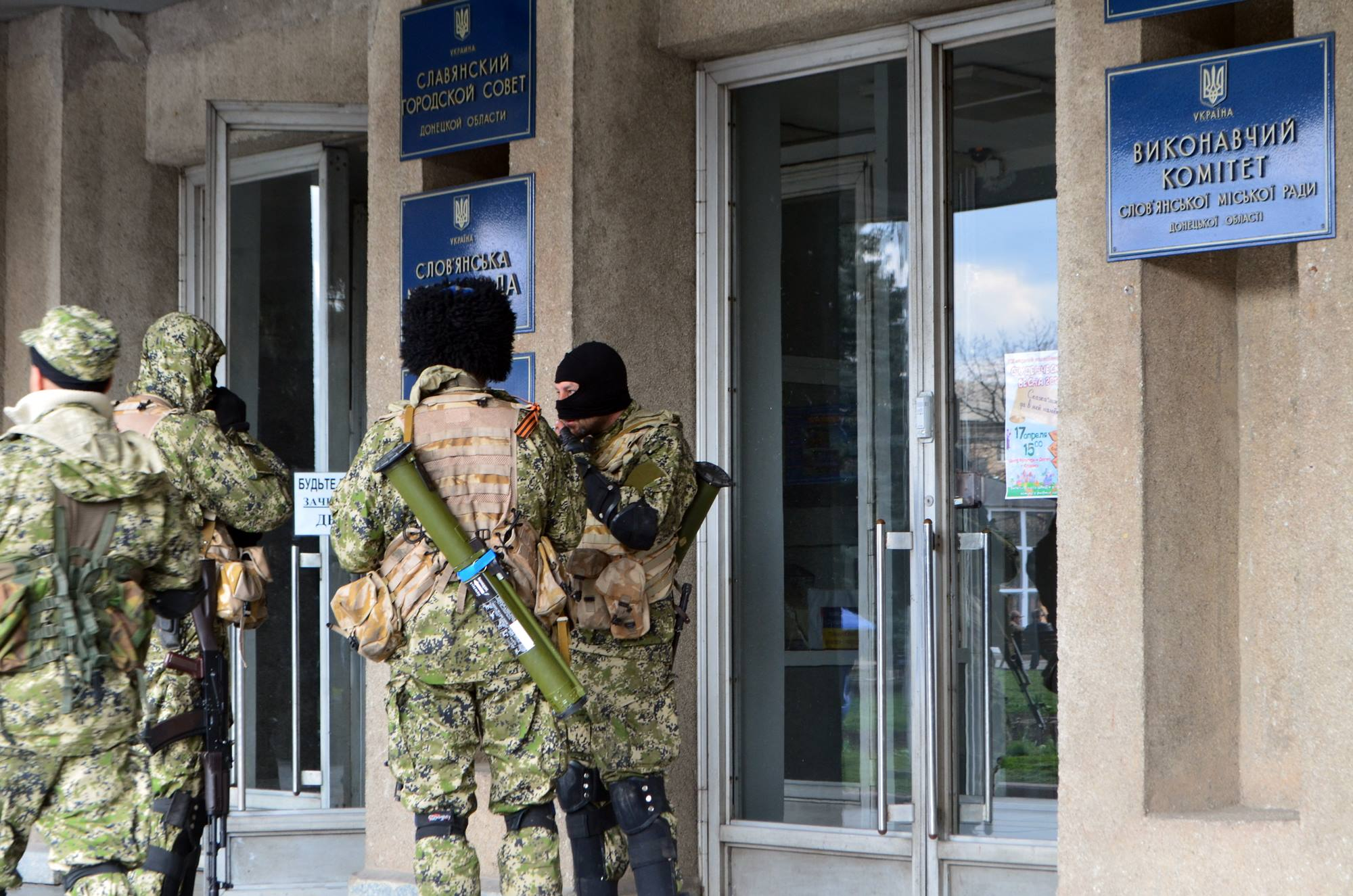
Las tropas rusas asaltan un edificio administrativo en la ciudad de Sloviansk, el 14 de abril de 2014.

En 2014, Rusia se anexionó Crimea y, bajo la cobertura de las “repúblicas” que creó y controló, desató una guerra en el este de Ucrania, que en 2022 se convirtió en una invasión reconocida como la mayor guerra en Europa desde 1945. Paralelamente a la agresión contra sus vecinos, la situación de los derechos humanos y la libertad de expresión en la propia Rusia empeoró. El 12 de abril de 2014, las fuerzas armadas bajo el mando de Igor Girkin, oficial del Servicio Federal de Seguridad de Rusia, atacaron la ciudad de Sloviansk, en el este de Ucrania, llevando a cabo, además de apoderarse de edificios administrativos y cometer atentados terroristas, una serie de secuestros de civiles por su posición proucraniana, que posteriormente fueron torturados, incluidos niños pequeños. El ejército ruso, con el apoyo de colaboradores y bandidos locales, tomó ciudad tras ciudad. El 13 de abril de 2014, Ucrania inició una operación antiterrorista para poner fin a la ocupación de la Óblast de Donetsk.
Rusia también ha promovido conflictos internos en Ucrania, en particular en Odesa. El 2 de mayo de 2014, ciudadanos rusos armados, muchos de los cuales habían combatido previamente en Georgia y estaban vinculados al Servicio Federal de Seguridad, tomaron varios edificios gubernamentales, incluida la Casa de los Sindicatos, y desde allí comenzaron a disparar contra manifestantes pacíficos proucranianos. Desde el verano de 2014, tropas regulares rusas han estado presentes en el este de Ucrania, librando duros combates con las fuerzas ucranianas, intentando ocupar toda la región y avanzar hacia Kiev. La ONU ha intentado en 11 ocasiones enviar fuerzas de paz al este de Ucrania, pero Rusia ha bloqueado esta decisión.

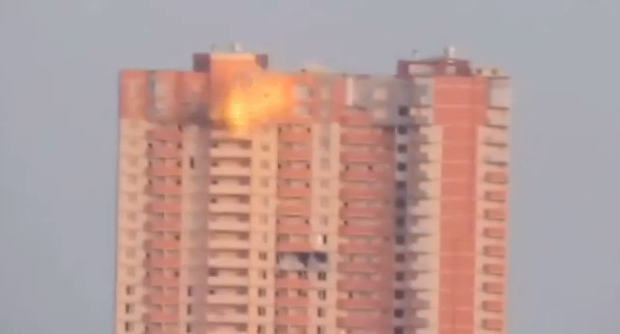
Edificio residencial en Lugansk tras el bombardeo ruso, agosto de 2014

En agosto de 2014, en paralelo con la Batalla de Ilovaisk, ocurrió un incidente impactante en Donetsk: soldados rusos al servicio de la República Popular de Donetsk secuestraron a Irina Dovgan, una mujer proucraniana, de su domicilio y, tras varios días de tortura y violación en el sótano, la llevaron al centro de la ciudad y, atándola a un poste, continuaron torturándola. A petición de la comunidad internacional, fue liberada. Más tarde, el 7 de octubre de 2014, un incidente similar ocurrió en la ciudad de Zugres en la Óblast de Donetsk, donde el soldado ucraniano capturado Igor Kozhoma fue torturado por militantes de la "República Popular de Donetsk" cuando intentó llevar a su esposa a regiones pacíficas de Ucrania, lo que se reflejó en una de las películas ucranianas más famosas Donbass (2018).
En 2015, el político opositor Borís Nemtsov fue asesinado por hablar en contra de la guerra con Ucrania. Hasta 2015, hubo combates por el aeropuerto de Donetsk, tras lo cual las tropas ucranianas se retiraron cuando los rusos destruyeron completamente el edificio. Debido a la estricta censura y la propaganda, la mayoría de los rusos desconocían la verdad sobre la guerra desatada por Rusia, y los ucranianos desconocían toda la verdad sobre los crímenes de guerra rusos debido al subdesarrollo tecnológico de la época. El entonces líder ucraniano, Petró Poroshenko, prohibió al ejército ucraniano responder a los ataques rusos en un intento por poner fin al conflicto. La República Popular de Donetsk también privó a los ciudadanos ucranianos encarcelados del derecho a la correspondencia, los sometió a torturas sonoras e incluso les negó atención médica, lo que provocó numerosas muertes. En los territorios ocupados se está llevando a cabo una Rusificación activa.
Para septiembre de 2017, la Organización para la Prohibición de las Armas Químicas (OPAC) decretó la eliminación de toda arma química en Rusia, bajo la vigilancia de Vladímir Putin, actual presidente.
El 18 de marzo de 2018, se realizaron elecciones presidenciales donde Vladímir Putin, consiguió ganar un nuevo mandato. Para el 25 de noviembre de 2018, ocurrió un incidente en el estrecho de Kerch en Crimea con Rusia en donde este país se apoderó de naves ucranianas, en aguas habilitadas para transitar ambas naciones.

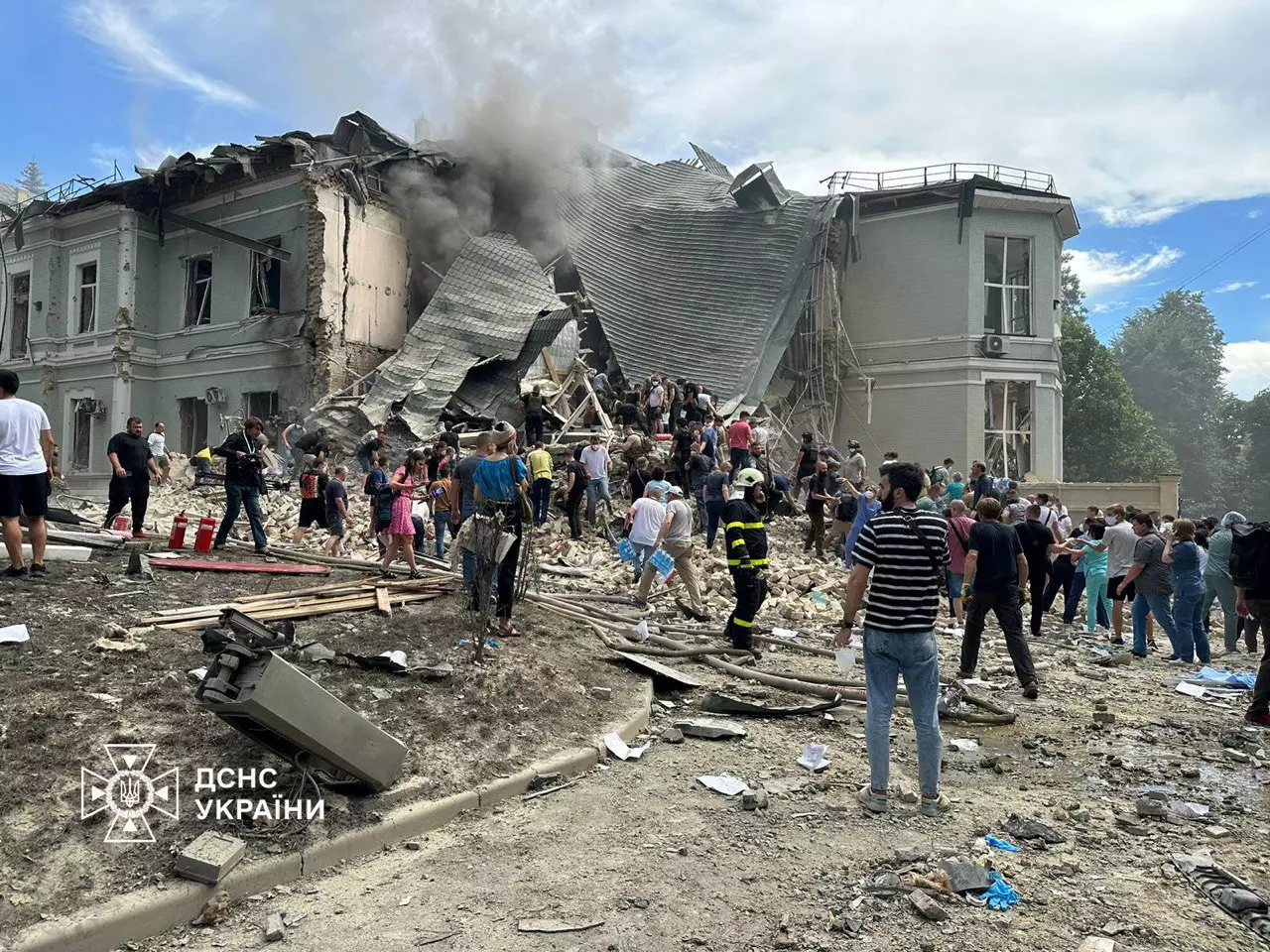
Hospital infantil Okhmatdit en Kyiv tras el ataque aéreo ruso

Desde el inicio de la invasión a gran escala en 2022, Rusia ha cometido una serie de nuevos crímenes en territorio ucraniano, el más notorio de los cuales es la Masacre de Bucha, destrucción de la ciudad de Mariupol por el ejército ruso en la primavera de 2022. En 2023, los rusos volaron una presa en uno de los embalses del Dniéper, el río más grande de Ucrania, lo que provocó la inundación de la ciudad de Jersón, donde además de los edificios residenciales, el zoológico fue destruido y casi todos los animales se ahogaron, de los cuales solo unos pocos cisnes lograron escapar. En 2024, el líder opositor Alekséi Navalni fue asesinado. También en 2024, Rusia, como parte de miles de ataques terroristas en Ucrania, dirigidos principalmente contra edificios residenciales e infraestructura energética, atacó y destruyó el Hospital Oncológico Infantil Ohmadit en Kiev. El régimen político que se desarrolló en Rusia en el primer cuarto del siglo XXI se llama Ruscismo..